# Nicholas Hawksmoor
Nicholas Hawksmoor (circa 1661-25 de marzo de 1736) fue un arquitecto inglés de finales del siglo XVII y principios del XVIII, una figura destacada del barroco inglés junto a Christopher Wren y John Vanbrugh, con quienes trabajó. Desde 1684 hasta 1700 trabajó para su maestro Wren, en proyectos como el Hospital de Chelsea, la catedral de San Pablo, Hampton Court o el Hospital de Greenwich. Gracias a las influencias de Wren como supervisor general, el modesto Hawksmoor fue nombrado oficial de trabajos en el palacio de Kensington y supervisor en jefe de los trabajos de Greenwich. En 1718, al ser relevado Wren, Hawksmoor fue privado de sus puestos oficiales. Comenzó entonces a trabajar con Vanbrugh, ayudándole en la construcción del palacio de Blenheim para John Churchill, que terminó después de que Vanbrugh fuera relegado. También trabajaron juntos en el castillo de Howard. No hay duda de que Hawksmoor aportó a Vanbrugh, arquitecto sin experiencia, todo el bagaje profesional aprendido al lado de Wren.
En 1702, Hawksmoor diseñó para lord Lempster una casa de campo barroca en Northamptonshire, la única casa de campo en la que trabajó como arquitecto en solitario. Hawksmoor también concibió la idea de una biblioteca circular para la Cámara Radcliffe pero no llegó a diseñar el proyecto. Sí diseñó el edificio Clarendon en Oxford, el All Souls College y seis nuevas iglesias en Londres. También fue el encargado de diseñar la fachada oeste de la abadía de Westminster y se convirtió en el supervisor de la abadía al morir Wren en 1723.
Al contrario que algunos de sus contemporáneos, Hawksmoor nunca viajó a Italia donde podía haberse influenciado del estilo arquitectónico local. Obtuvo sus ideas de libros de grabados que le recordaban los estilos griegos y romanos, pero fue un artista muy versátil y todos sus edificios son diferentes.
Parte de su obra se le ha atribuido correctamente sólo hace relativamente poco tiempo, y su influencia ha llegado a varios poetas y autores del siglo XX. 

## Biografía

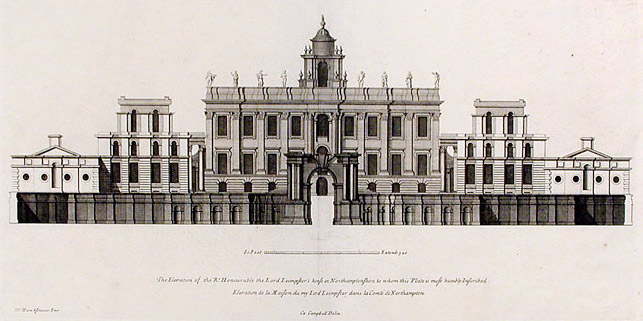
Grabado de la mansión de Easton Neston (c.1695-1710), única casa de campo que Hawksmoor diseñó en solitario; las alas laterales, secundarias, y la cúpula nunca se construyeron

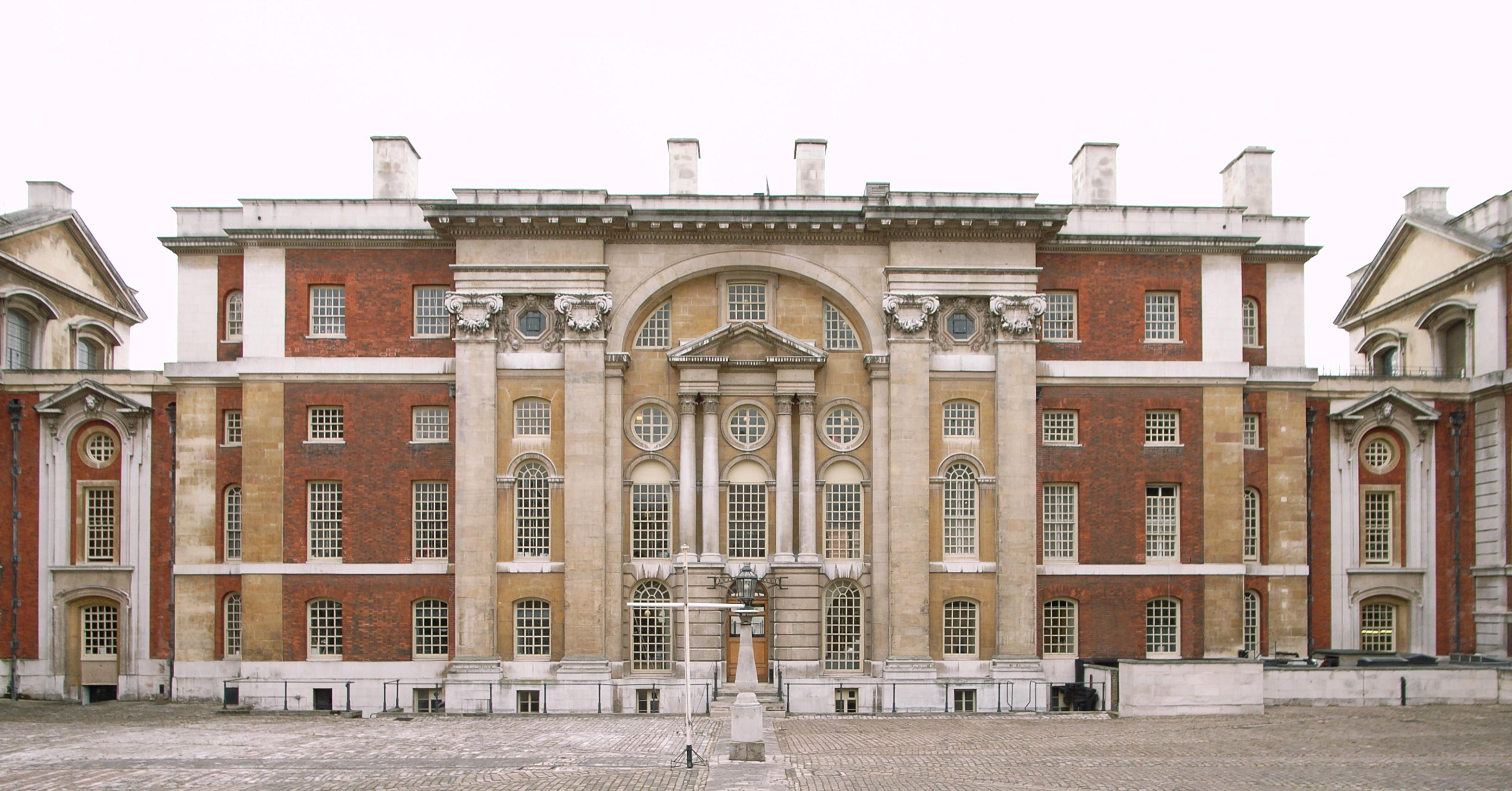
King William Block (1699-1702), Hospital de Greenwich, fachada oeste.

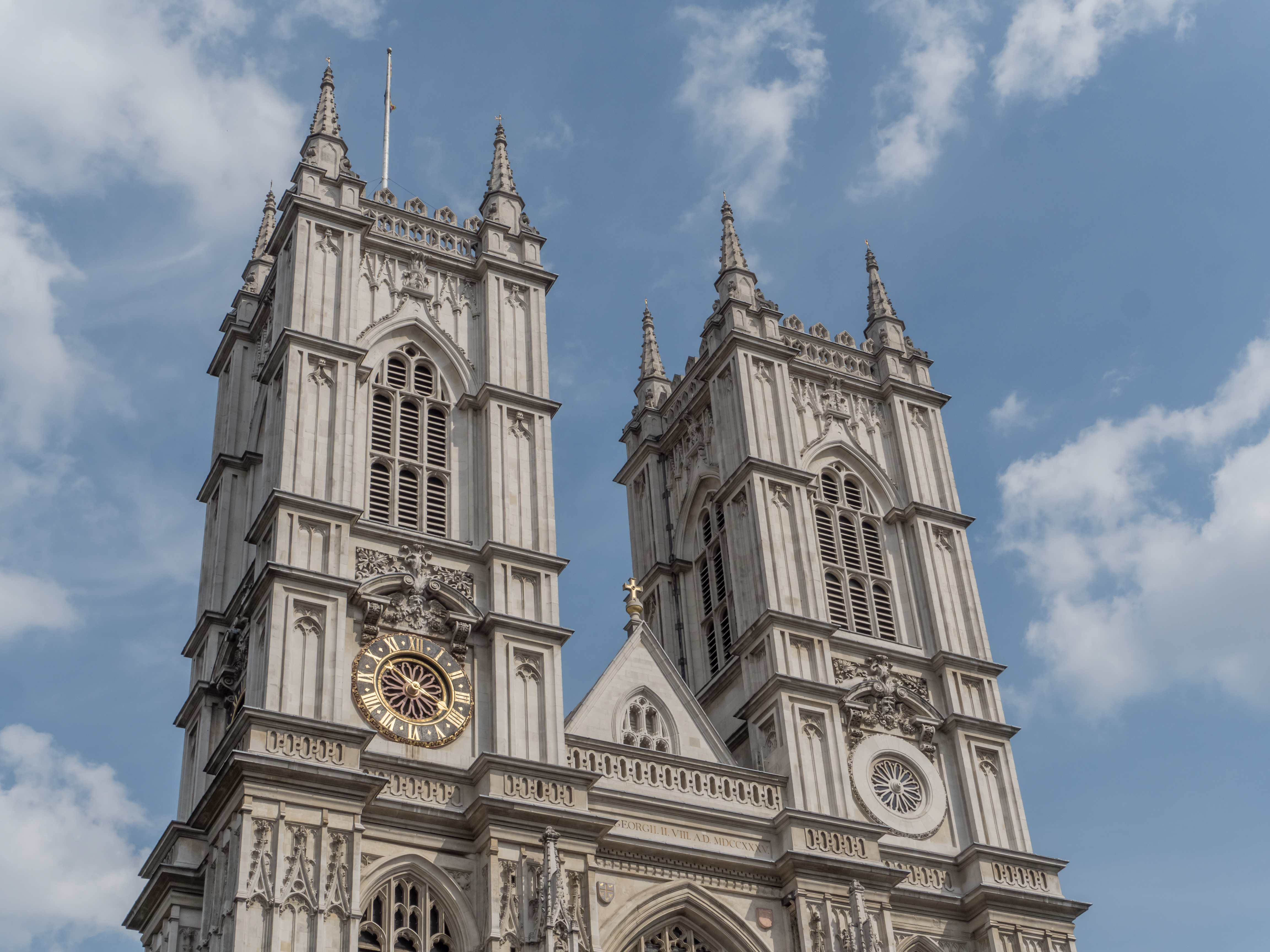
Las torres occidentales de la Abadía de Westminster

Hawksmoor nació en Nottinghamshire en 1661, en una familia de yeoman —campesino que cultiva su propia tierra—, casi con certeza en East Drayton o Ragnall. A su muerte, debía dejar propiedades en las cercanías de Ragnall, Dunham y una casa y un terreno en Great Drayton. No se sabe dónde recibió su educación, pero probablemente fue algo más que la alfabetización básica. George Vertue, cuya familia tenía propiedades en la parte de Nottinghamshire de Hawksmoor, escribió en 1731 que cuando era joven fue contratado para actuar como secretario del"«Justice Mellust en Yorkshire, donde el Sr. Gouge padre hizo algunos techos calados después de que llegara el sr. Haukesmore [sic] a Londres, se convirtió en secretario del sr. Christopher Wren y allí se convirtió en arquitecto».

### Aprendizaje
Wren, al enterarse de sus «tempranas habilidades y genio» para la arquitectura, lo tomó como empleado aproximadamente a la edad de 18 años. Un cuaderno de bocetos antiguo que se conserva contiene bocetos y notas, algunas fechadas en 1680 y 1683, de edificios en Nottingham, Coventry, Warwick, Bath, Bristol, Oxford yNorthampton.  Esos dibujos, algo amateur, ahora en la Colección de Dibujos del Real Instituto de Arquitectos Británicos, muestran que todavía estaba aprendiendo las técnicas de su nueva profesión a la edad de 22 años. Su primer puesto oficial fue como inspector adjunto (Deputy Surveyor) de Wren en el palacio de Winchester, desde 1683 hasta febrero de 1685.  La firma de Hawksmoor aparece en el contrato de un fabricante de ladrillos para el palacio de Winchester  en noviembre de 1684. Wren le pagaba 2 chelines al día en 1685 como asistente en su oficina en Whitehall.
Desde cerca de 1684 hasta aproximadamente 1700, Hawksmoor trabajó con Wren en proyectos como el Hospital de Chelsea, la catedral de San Pablo, el palacio de Hampton Court y el Hospital de Greenwich. Gracias a la influencia de Wren como topógrafo general (Surveyor-General), Hawksmoor fue nombrado secretario de obras (Clerk of the Works) en el palacio de Kensington (1689) y topógrafo adjunto de obras (Deputy Surveyor of Works) en Greenwich (1705). En 1718, cuando Wren fue reemplazado por el nuevo surveyor aficionado, William Benson, Hawksmoor fue privado de su doble cargo para proporcionar puestos al hermano de Benson. «Pobre Hawksmoor —escribió Vanbrugh en 1721— En qué época más bárbara han caído sus bellas e ingeniosas partes. ¿Qué hubiera dado monsieur Colbert en Francia por un hombre así?» Sólo en 1726, después de la muerte del sucesor de William Benson, Thomas Hewet, Hawksmoor fue restituido a la secretaría, aunque no a la clerkship que le fue otorgada a Filtcroft. En 1696, Hawksmoor fue nombrado inspector de los comisionados de alcantarillado (surveyor to the Commissioners of Sewers) de Westminster, pero fue despedido en 1700 por no haber asistido a la Corte varios días atrás

#### Madurez
En 1700, Hawksmoor se había convertido en una importante personalidad arquitectónica y en los siguientes 20 años demostró ser uno de los grandes maestros del barroco inglés. Su forma arquitectónica, barroca, pero algo clásica y gótica, derivaba de su exploración de la Antigüedad clásica, del Renacimiento, de la Edad Media inglesa y del barroco italiano contemporáneo. A diferencia de muchos de sus contemporáneos más ricos, Hawksmoor nunca viajó a Italia en un Grand Tour, donde podría haber sido influenciado por el estilo arquitectónico de allí. En cambio estudió grabados, especialmente monumentos de la antigua Roma y reconstrucciones del Templo de Salomón. 
En 1702, Hawksmoor diseñó la country house —un tipo de casa de campo palaciega de Inglaterra— barroca de Easton Neston en Northamptonshire para sir William Fermor. Esta fue la única country house de la que fue el único arquitecto, aunque remodeló extensamente la Casa Ockham, ahora en su mayor parte destruida, para el Lord Chief Justice King. Easton Neston no se completó como pretendía, ya que las alas simétricas que la flanqueaban y la columnata de entrada quedaron sin ejecutar. Tal vez afortunadamente, la obra no se terminó de la forma que él quería, ya que la simetría de las alas laterales y la columnata de la entrada se parecían mucho al estilo de John Vanbrugh; la casa tal cual se terminó muestras las más puras innovaciones del diseño de Hawksmoor.
Luego trabajó durante un tiempo con sir John Vanbrugh, asistiéndole en la construcción del palacio de Blenheim (1705-1722) para John Churchill, I duque de Marlborough, del que se hizo cargo a partir de 1705, tras la ruptura final de Vanbrugh con la exigente duquesa de Marlborough, y el castillo de Howard para Charles Howard, más tarde tercer conde de Carlisle. En julio de 1721, John Vanbrugh nombró a Hawksmoor su adjunto como Contralor de Obras (Comptroller of the Works). No hay duda de que Hawksmoor aportó al brillante aficionado la formación profesional que había recibido de Wren, pero también es discutible que el desarrollo arquitectónico de Wren se debiera a la persuasión de su alumno formal, Hawksmoor.

Obras de Hawksmoor
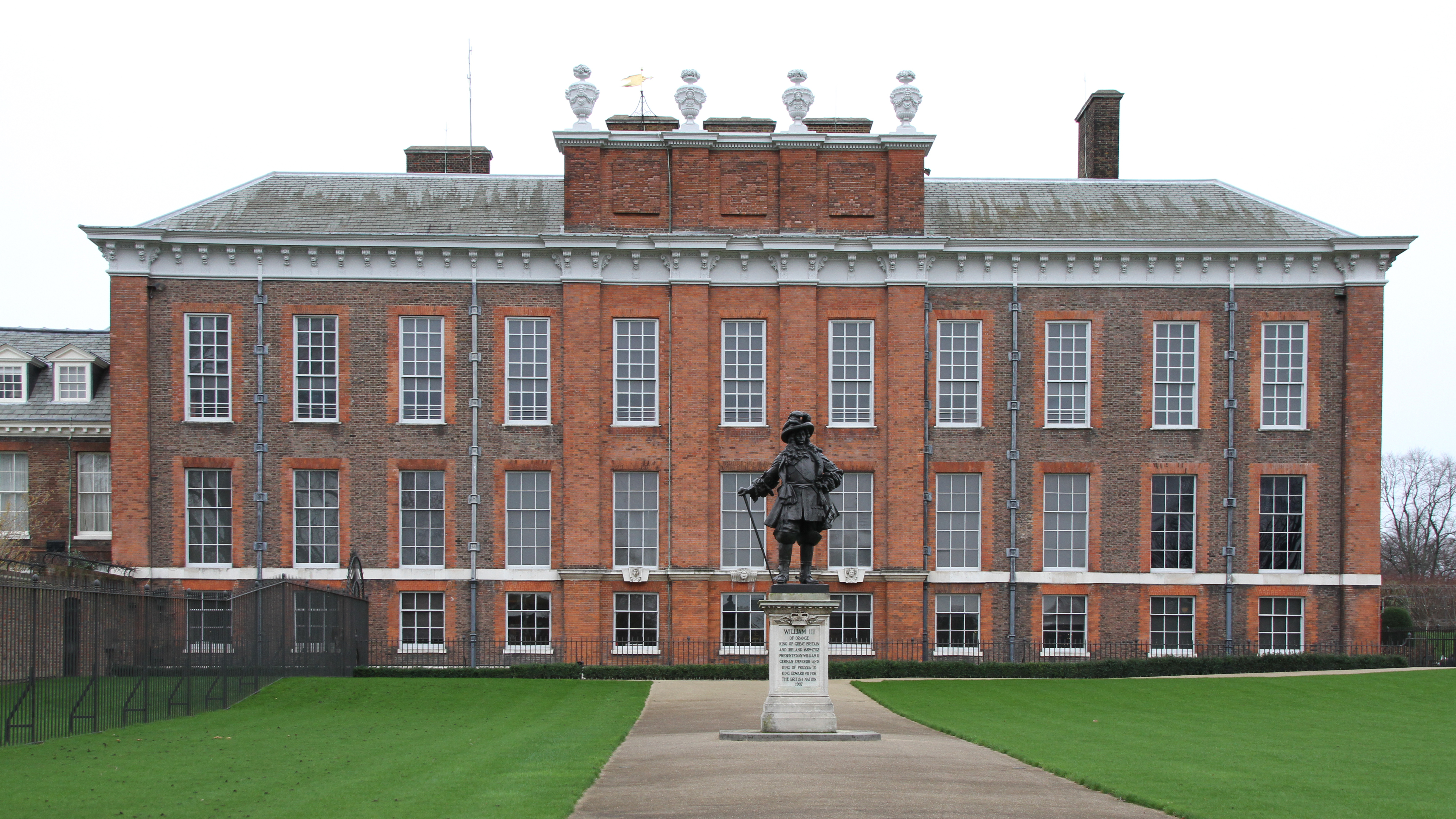
Galería del Rey, palacio de Kensington  (1694)
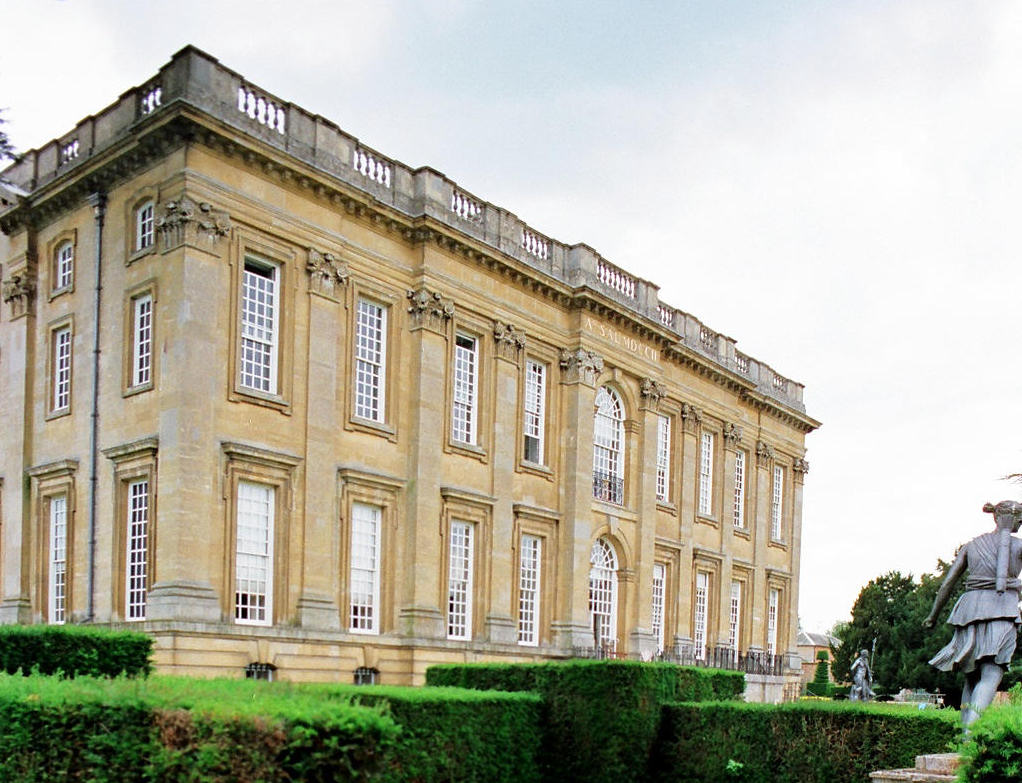
Casa Easton Neston (c.1695-1710)
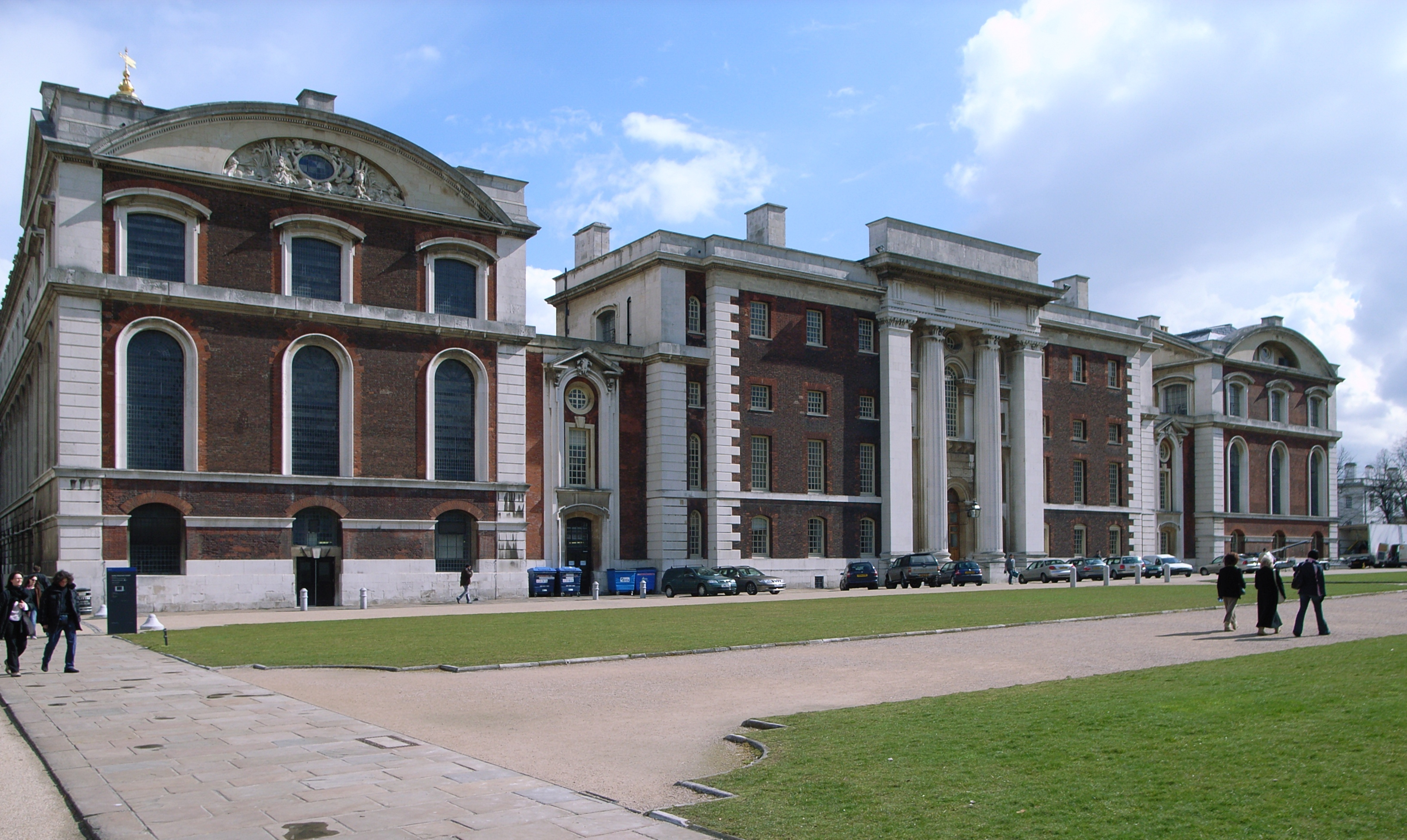
Bloque King William (1699-1702), Hospital de Greenwich
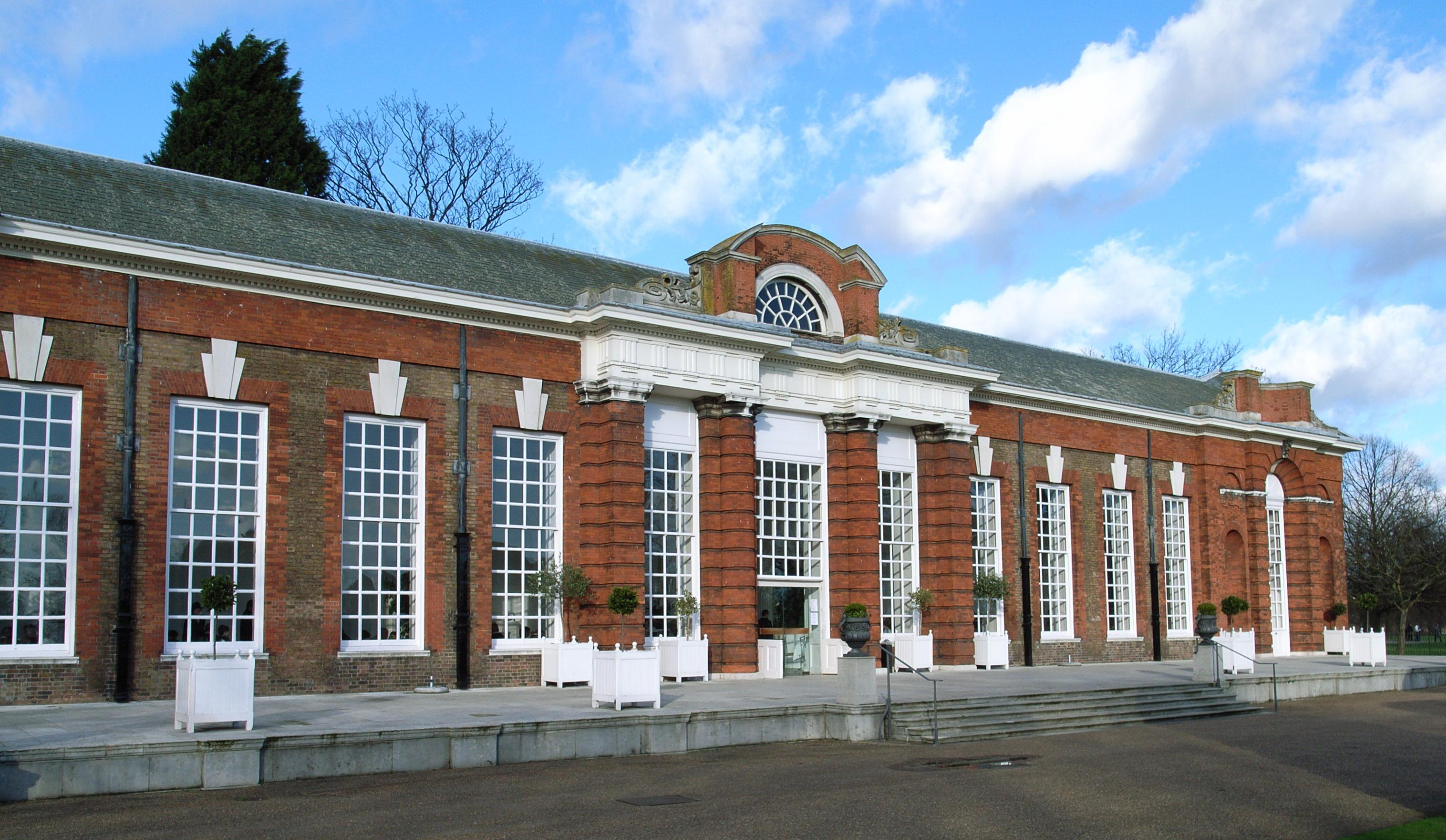
Invernadero del palacio de Kensington (1704-1705)
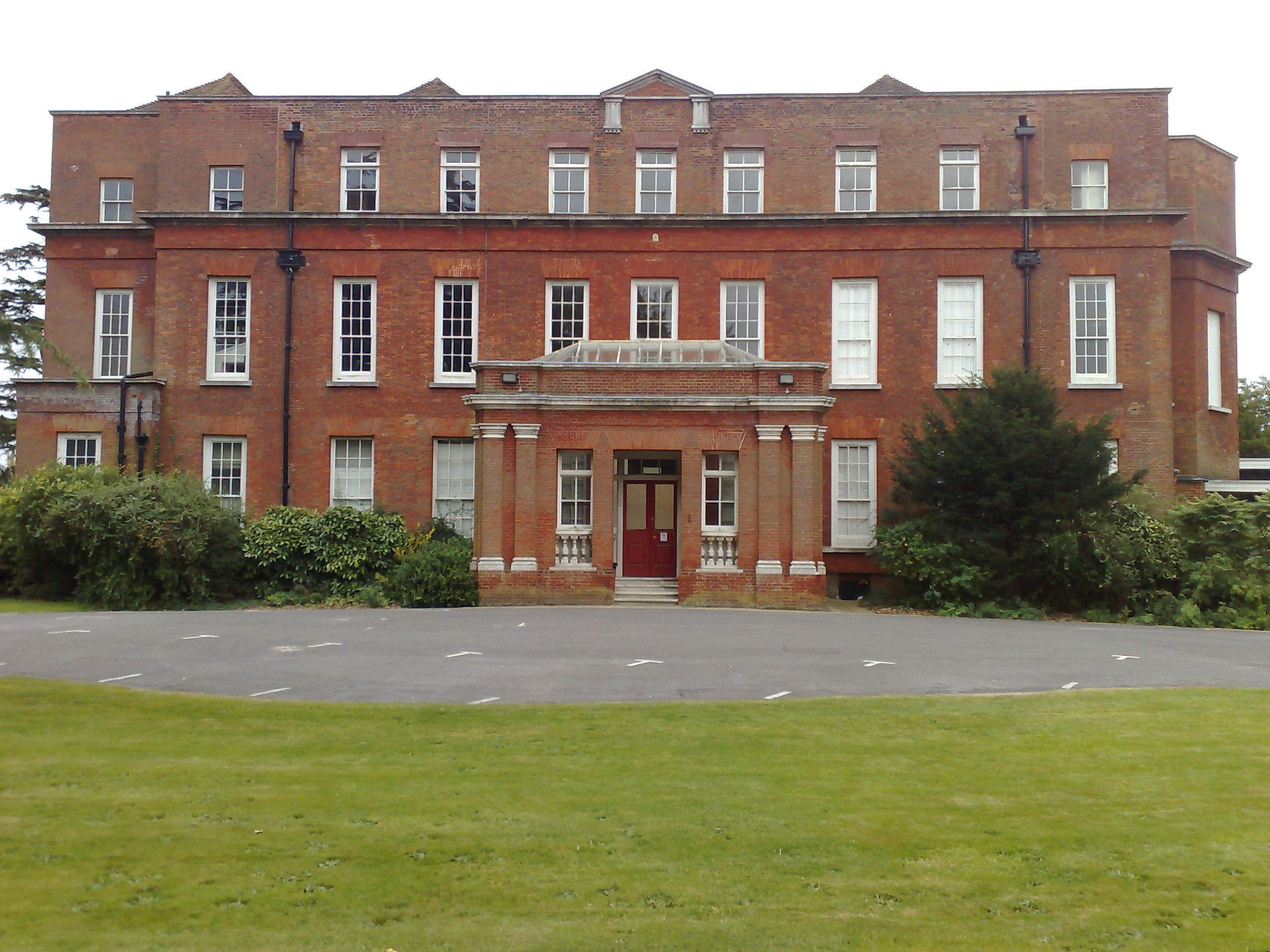
South Stoneham House (1708), Southampton
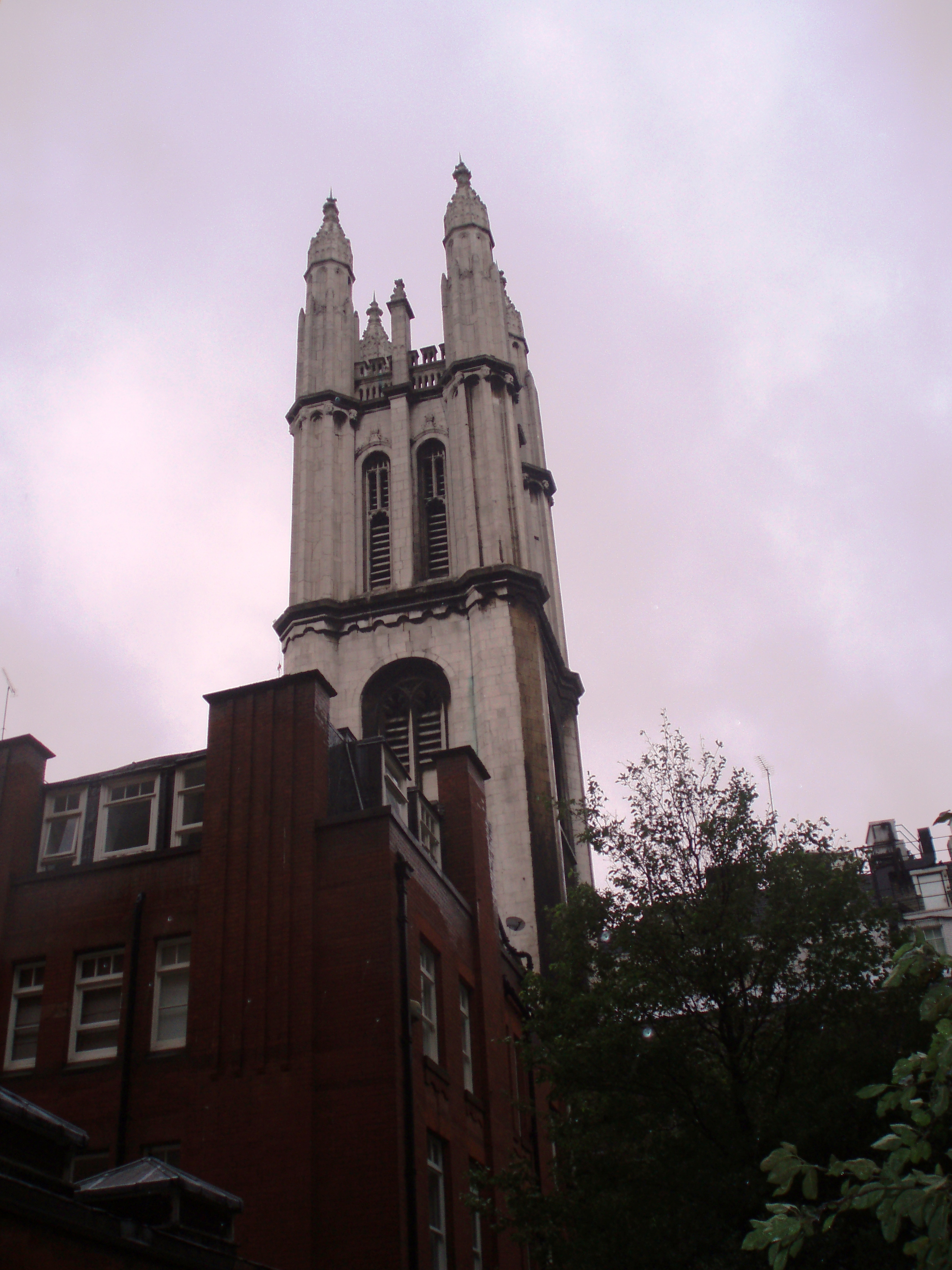
Torre (1718-1724), St Michael, Cornhill, London.
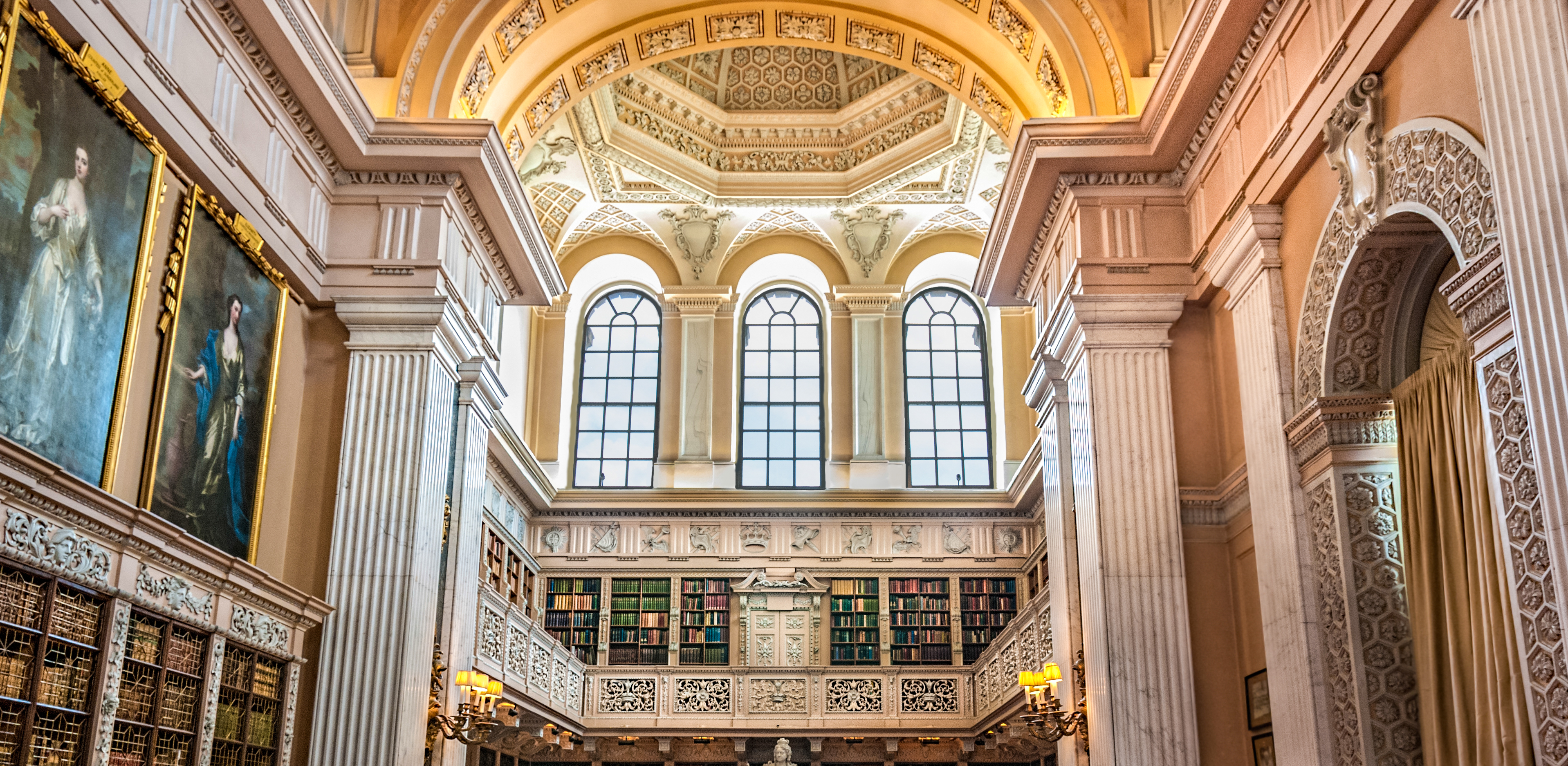
La Biblioteca Larga (1722-1725), palacio de Blenheim

### Trabajos en Oxford y Cambridge

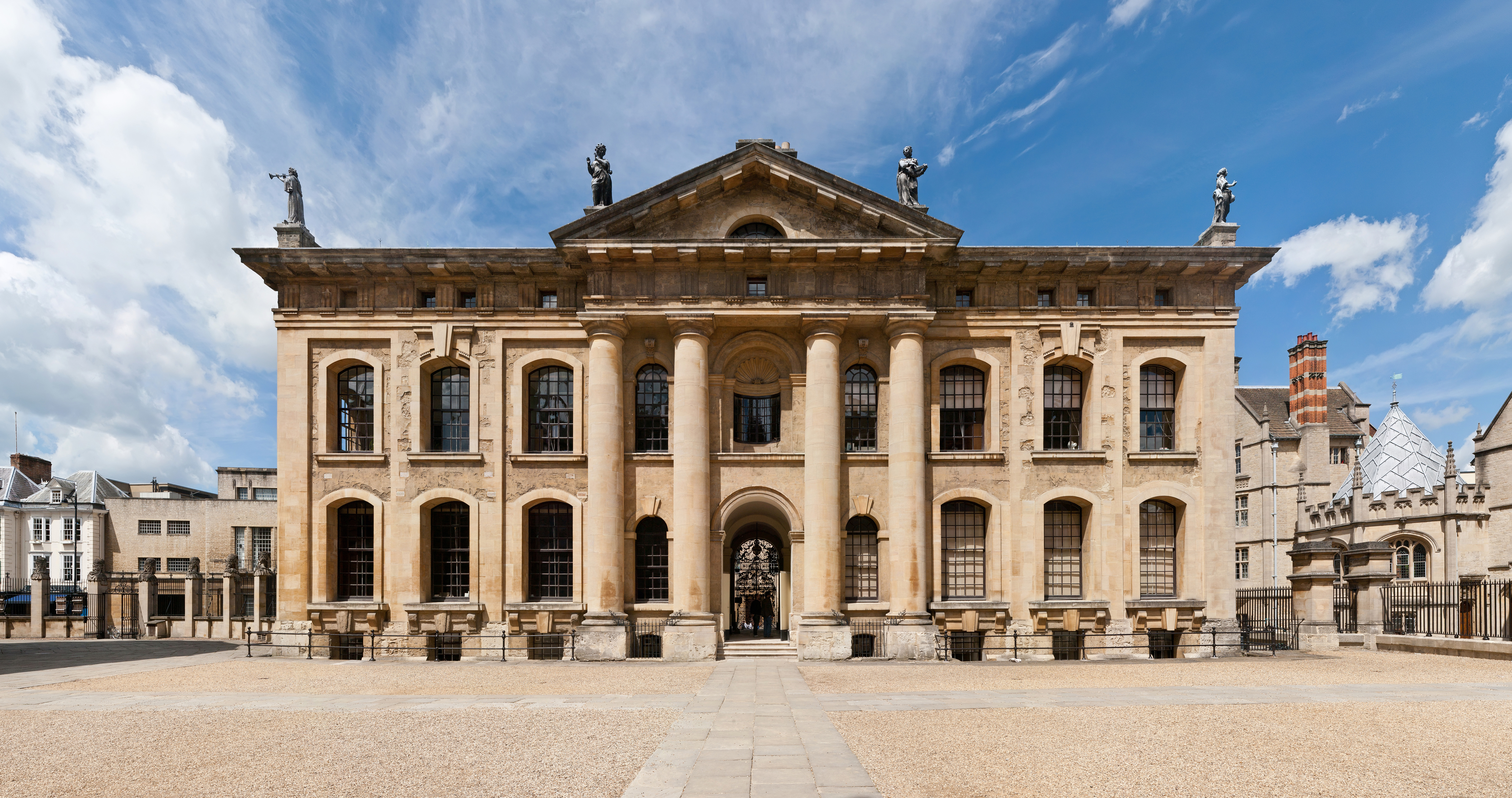
Edificio Clarendon (1712-1713), Oxford, frente sur.

Cuando se acercaba la edad de 50 años, Hawksmoor comenzó a realizar encargos para las universidades de Oxford y Cambridge. En 1713 recibió el encargo de completar el King's College, Cambridge: el plan consistía en un edificio de becarios a lo largo de King's Parade, y frente a la capilla, una serie monumental de edificios que albergarían el Gran Salón, las cocinas y al sur de esto, la biblioteca  y el Provost's Lodge. Los planos y modelos de madera del proyecto sobreviven, pero resultó demasiado caro y Hawksmoor hizo un segundo diseño a escala reducida. Pero la universidad que había invertido mucho en la South Sea Company perdió su dinero cuando estalló la "burbuja" en 1720. Como resultado, el plan de Hawksmoor nunca se ejecutó; en cambio, la universidad fue desarrollada más tarde en el siglo XVIII por James Gibbs y a principios del siglo XIX por William Wilkins. En la década de 1690, Hawksmoor hizo propuestas para la biblioteca del Queen's College de Oxford. Sin embargo, como muchas de sus propuestas para ambas universidades, como All Souls College, Cámara Radcliffe, Brasenose College, Magdalen College Oxford, la biblioteca no se ejecutó.
Hawksmoor concibió grandes planes de reconstrucción para el centro de Oxford, la mayoría de los cuales no se llevaron a cabo. Los dibujos supervivientes de hacia 1713 proponen la reconstrucción del núcleo central del área académica de Oxford como un Forum Universitatis. El concepto de una biblioteca circular con cúpula ubicada dentro de un patio abierto para la Cámara Radcliffe fue inicialmente de Hawksmoor, pero el encargo del edificio finalmente recayó en James Gibbs, debido a la prematura muerte de Hawksmoor. Diseñó el edificio Clarendon en Oxford; la Biblioteca Codrington y los nuevos edificios del All Souls College (Oxford); partes de Worcester College (Oxford) con sir George Clarke; la pantalla de High Street en The Queen's College (Oxford) y seis nuevas iglesias en Londres. Hawksmoor fue iniciado en la masonería en 1730 en Oxford Arms en Ludgate Street, City de Londres, una logia perteneciente a la Primera Gran Logia de Inglaterra.

Obras en Oxford y Cambridge
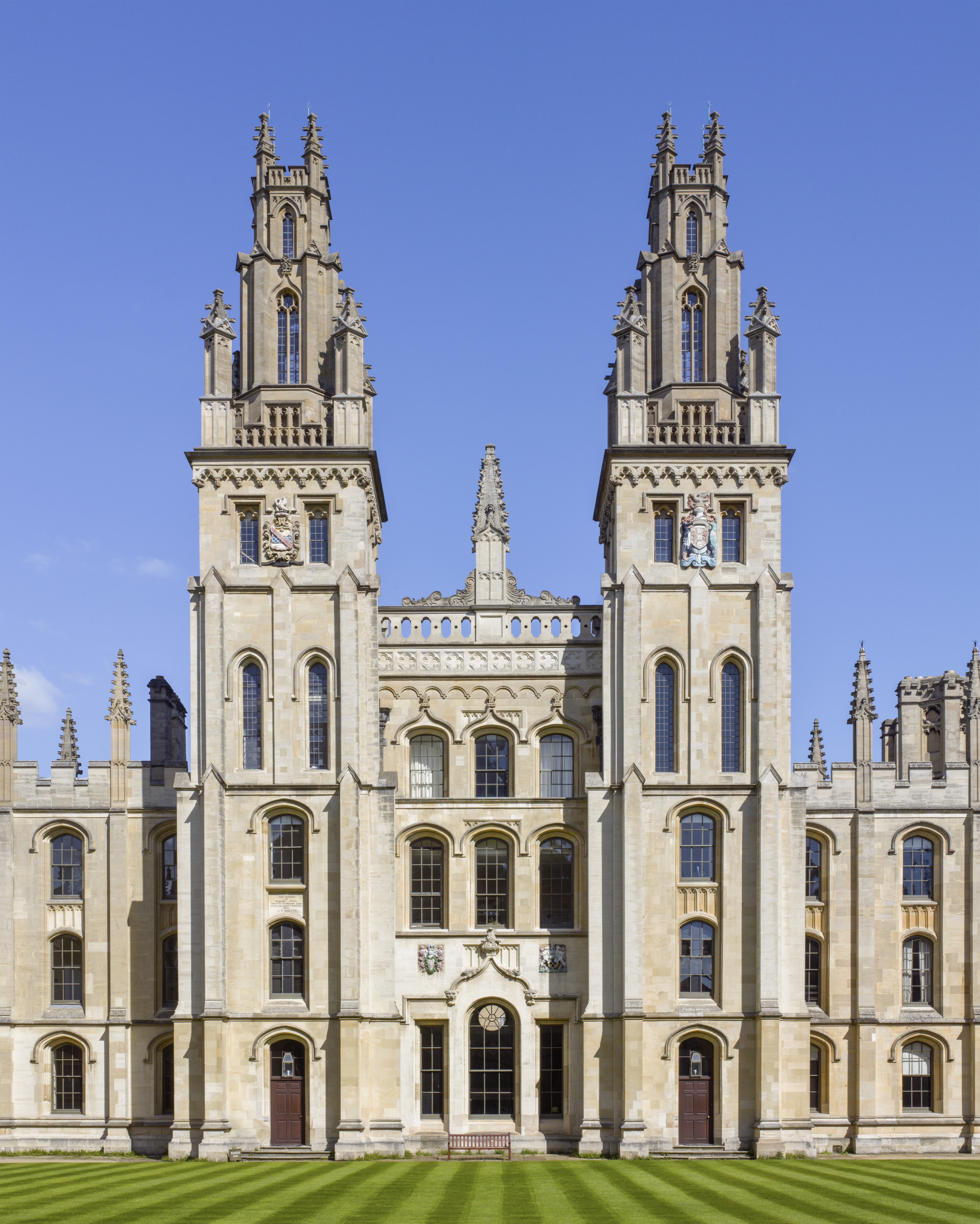
All Souls College (1716-1734), Oxford
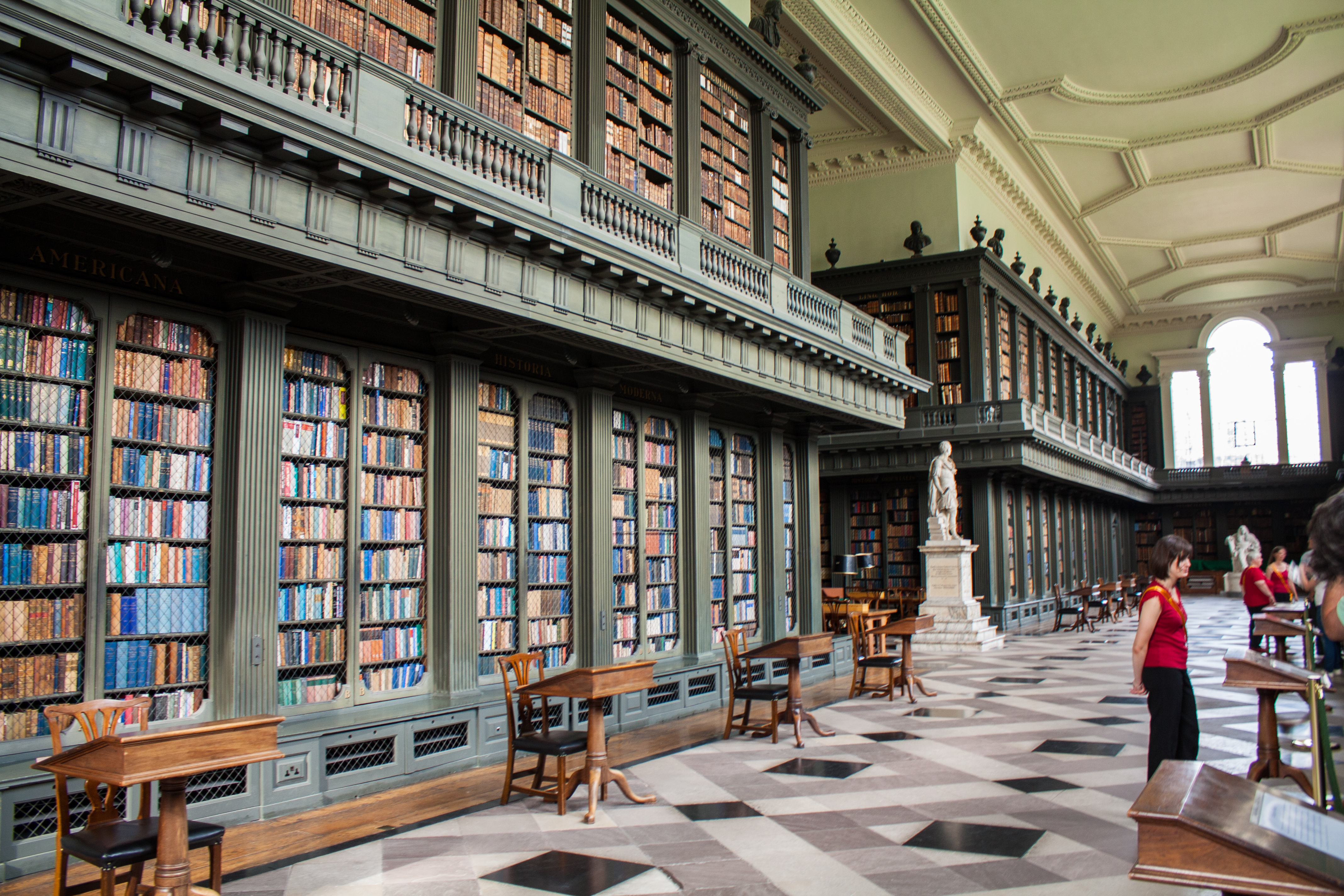
Biblioteca Codrington, All Souls College (1716-1734), Oxford
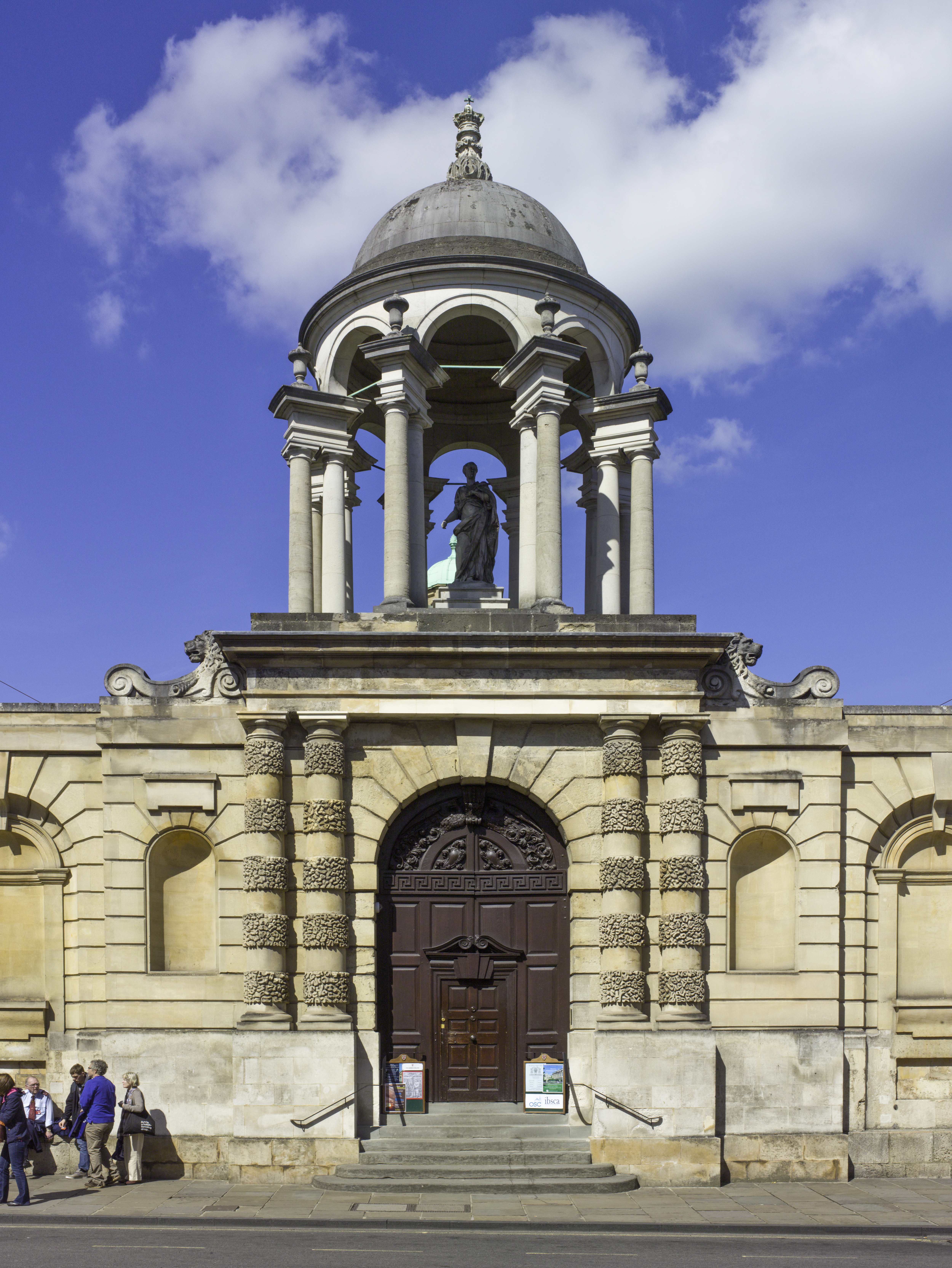
Entrada, The Queen's College Oxford (1733-1736)

## Las seis iglesias de Hawksmoor en Londres

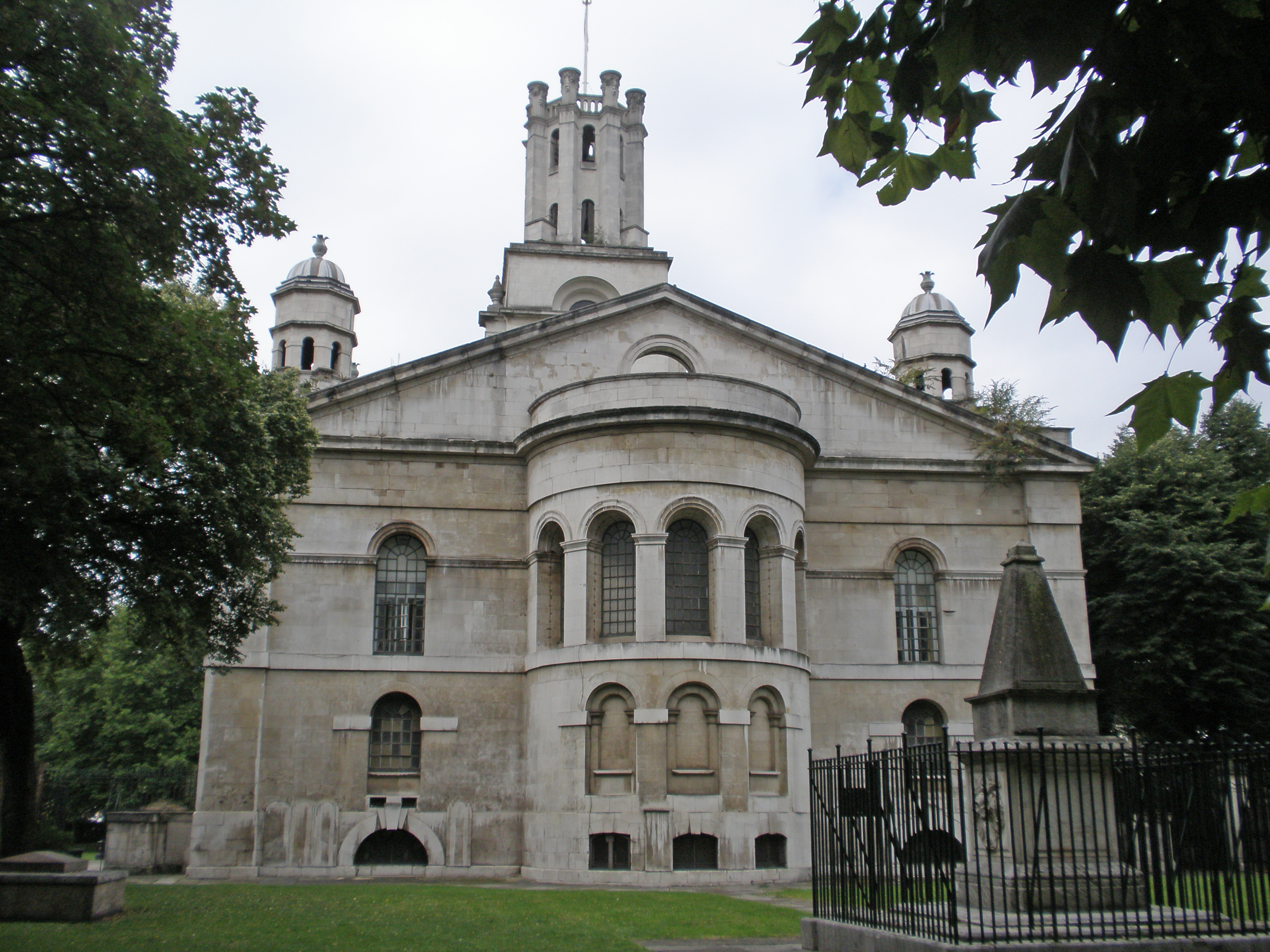
St George in the East (1714-1729), extremo este

En 1711, el parlamento aprobó una Act for the building of Fifty New Churches in the Cities of London and Westminster or the Suburbs thereof, [ley para la construcción de cincuenta nuevas iglesias en las ciudades de Londres y Westminster o sus suburbios], que estableció una comisión que incluía a Christopher Wren, John Vanbrugh, Thomas Archer y varios clérigos. La comisión nombró a William Dickinson como sus topógrafos (surveyors). Como arquitectos supervisores, no se esperaba necesariamente que diseñaran todas las iglesias ellos mismos. Dickinson dejó su puesto en 1713 y fue reemplazado por James Gibbs. Gibbs fue destituido en 1716 y reemplazado por John James. James y Hawksmoor permanecieron en el cargo hasta que la comisión terminó en 1733. El entusiasmo decreciente de la Comisión y el gasto de los edificios significaron que sólo se completaron doce iglesias, seis diseñadas por Hawksmoor y dos por James en colaboración con Hawksmoor. Las dos colaboraciones fueron St Luke Old Street (1727-133) y St John Horsleydown (1727-133), en las que la contribución de Hawksmoor parece haberse limitado en gran medida a las torres con sus extraordinarios campanarios.
Las seis iglesias diseñadas íntegramente por Hawksmoor fueron la St Alfege de Greenwich, St George de Bloomsbury, Christ Church de Spitalfields, St George in the East, Wapping, St Mary Woolnoth y St Anne's Limehouse. Son sus obras de arquitectura independientes más conocidas y se comparan en su complejidad de espacios interiores interpenetrados con la obra contemporánea en Italia de Francesco Borromini. Sus agujas son esencialmente perfiles góticos ejecutados con innovadores e imaginativos detalles clásicos. Aunque Hawksmoor y John James terminaron el encargo en 1733, todavía se les pagaba «por continuar y terminar las obras bajo su cuidado» hasta la muerte de James.
Después de la muerte de Wren en 1723, Hawksmoor fue nombrado topógrafo de la Abadía de Westminster (Surveyor of the Fabric of Westminster Abbey). El Parlamento había aprobado £100 para la reparación y finalización de la abadía en 1698. Las torres occidentales de la abadía fueron diseñadas por Hawksmoor pero no se completaron hasta después de su muerte.

Iglesias de Hawksmoor (exteriores)
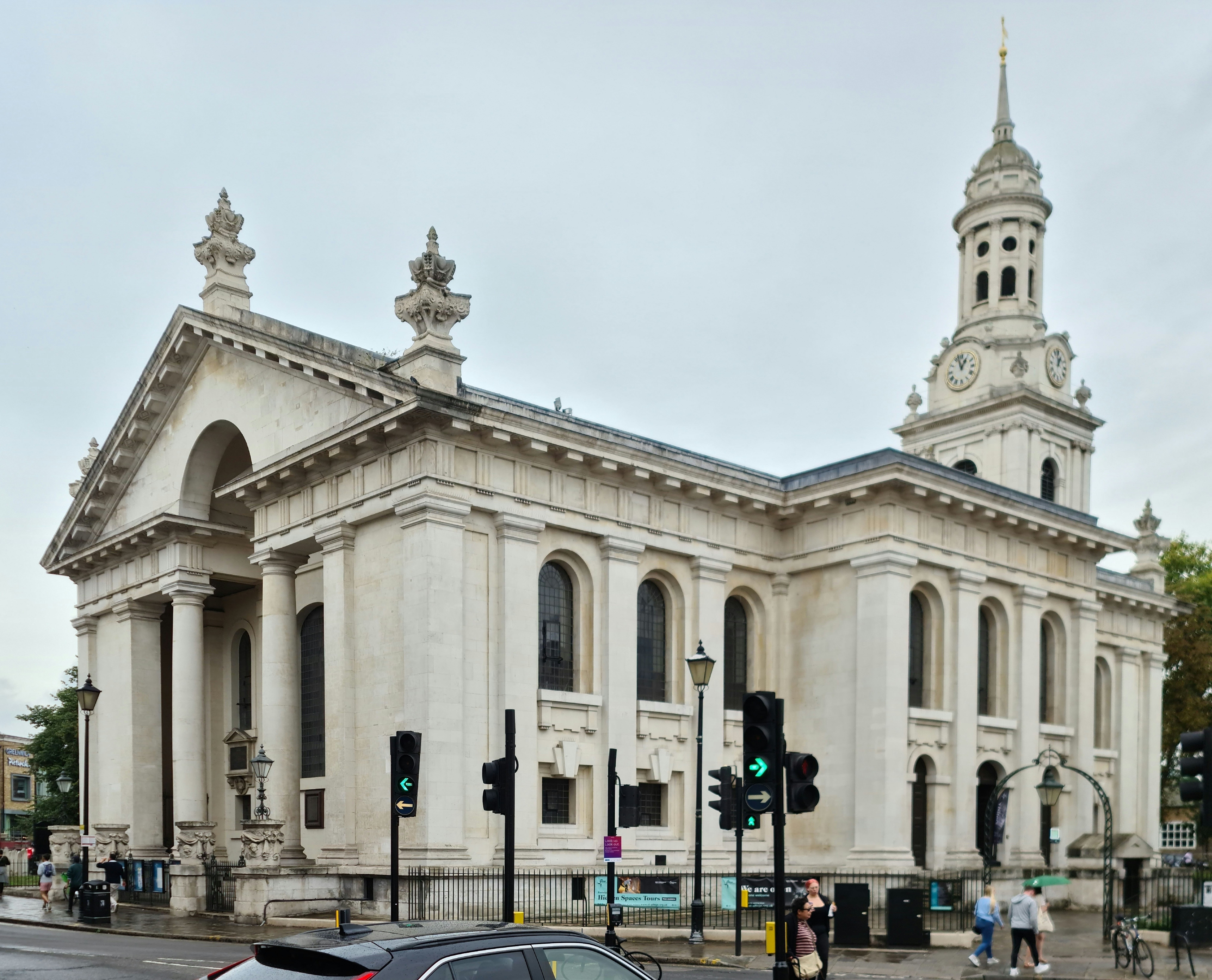
St Alphege's Greenwich (1712-1718)
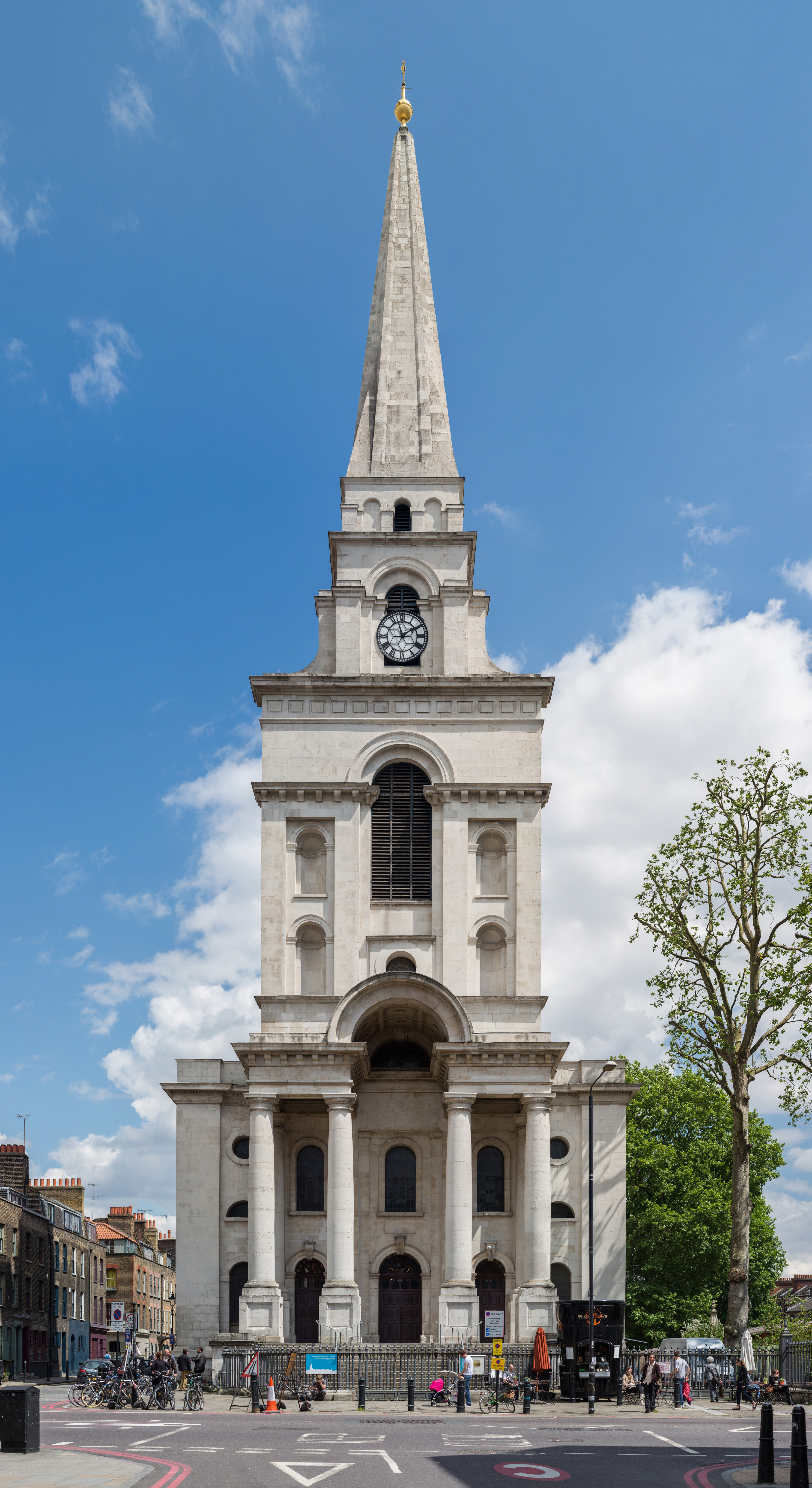
Christ Church, Spitalfields (1714-1729)
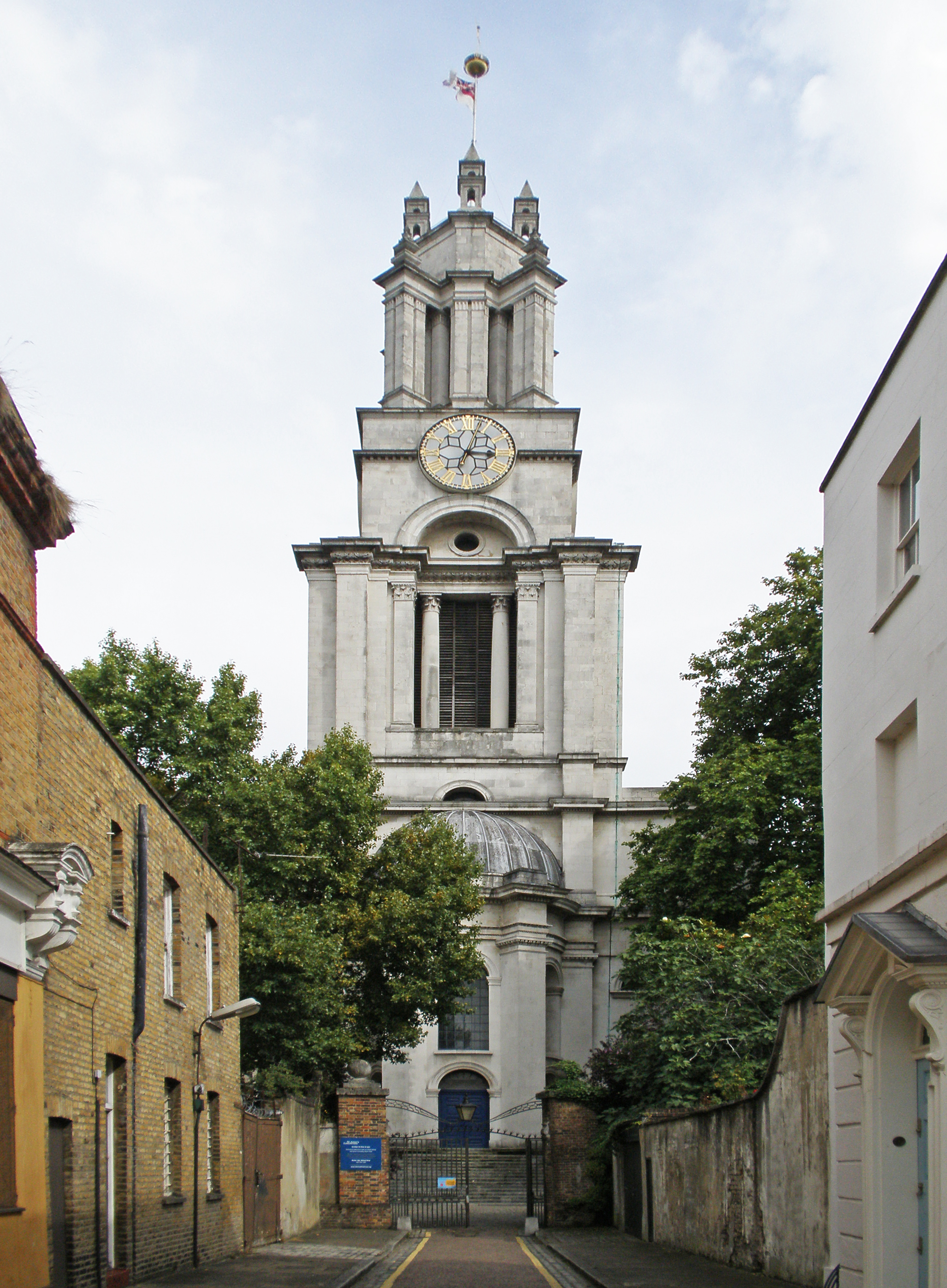
St Anne's Limehouse (1714-1730)
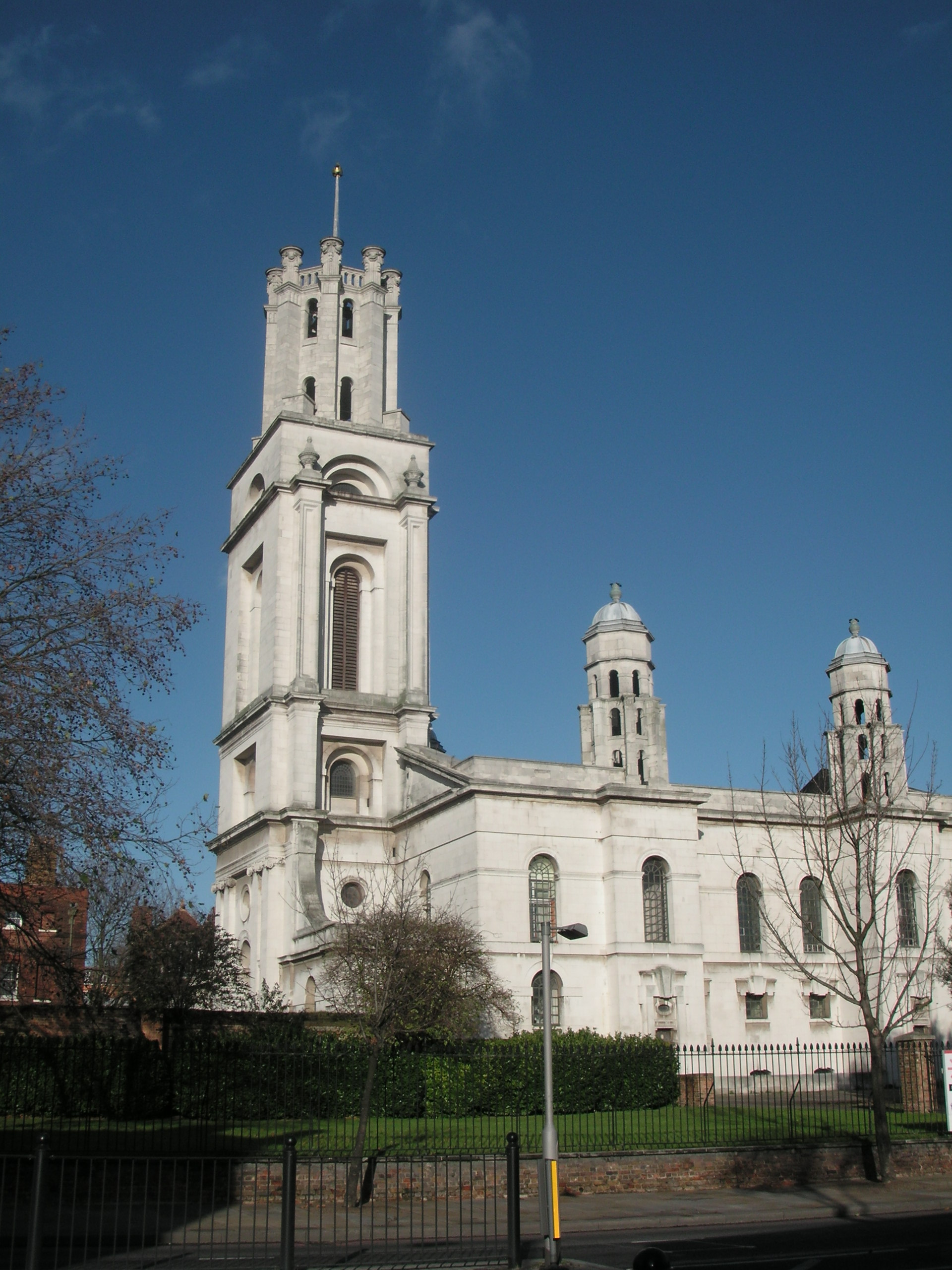
St George in the East (1714-1729)
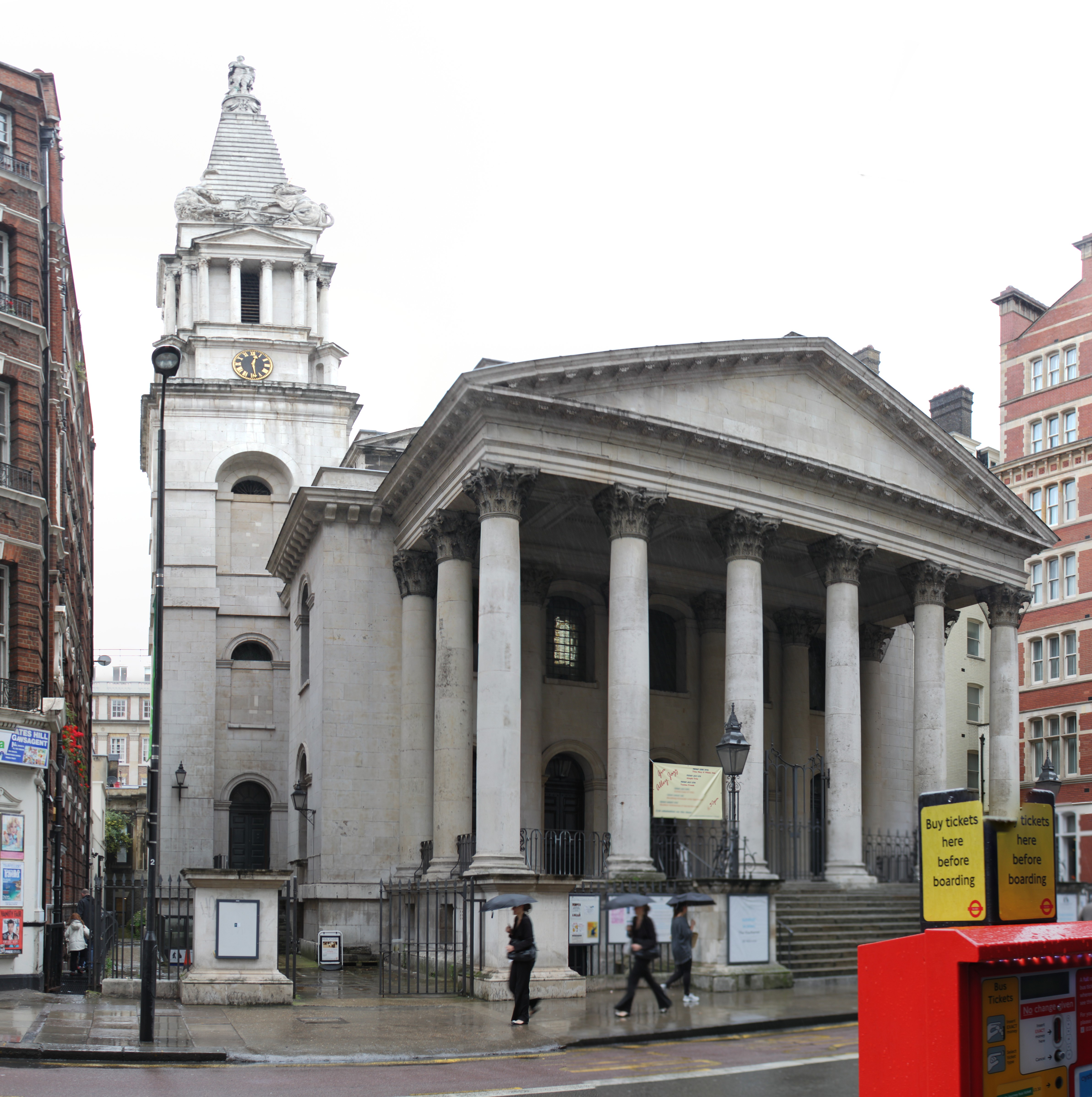
St George's Bloomsbury (1716-1731)
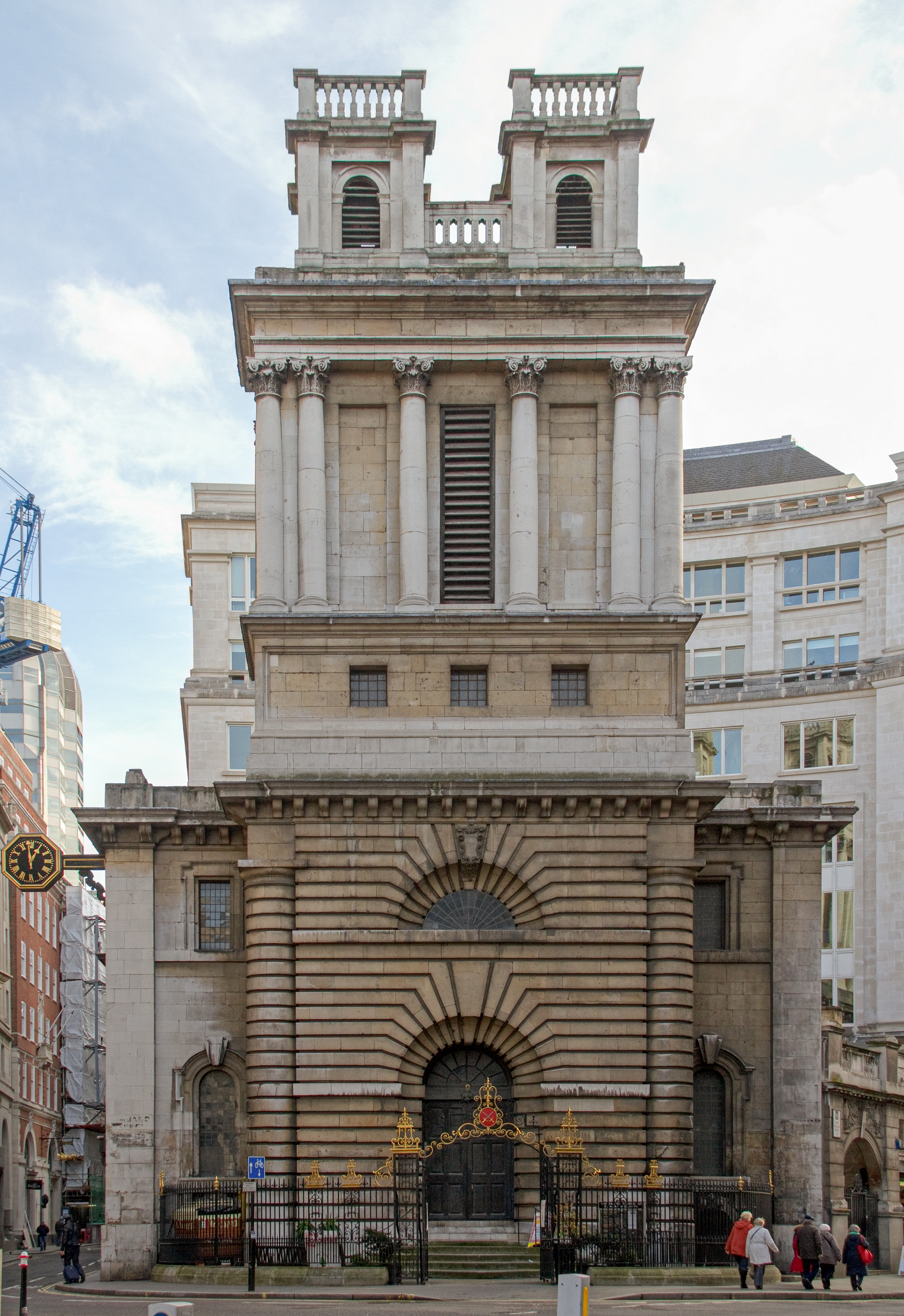
St Mary Woolnoth (1716-1723)
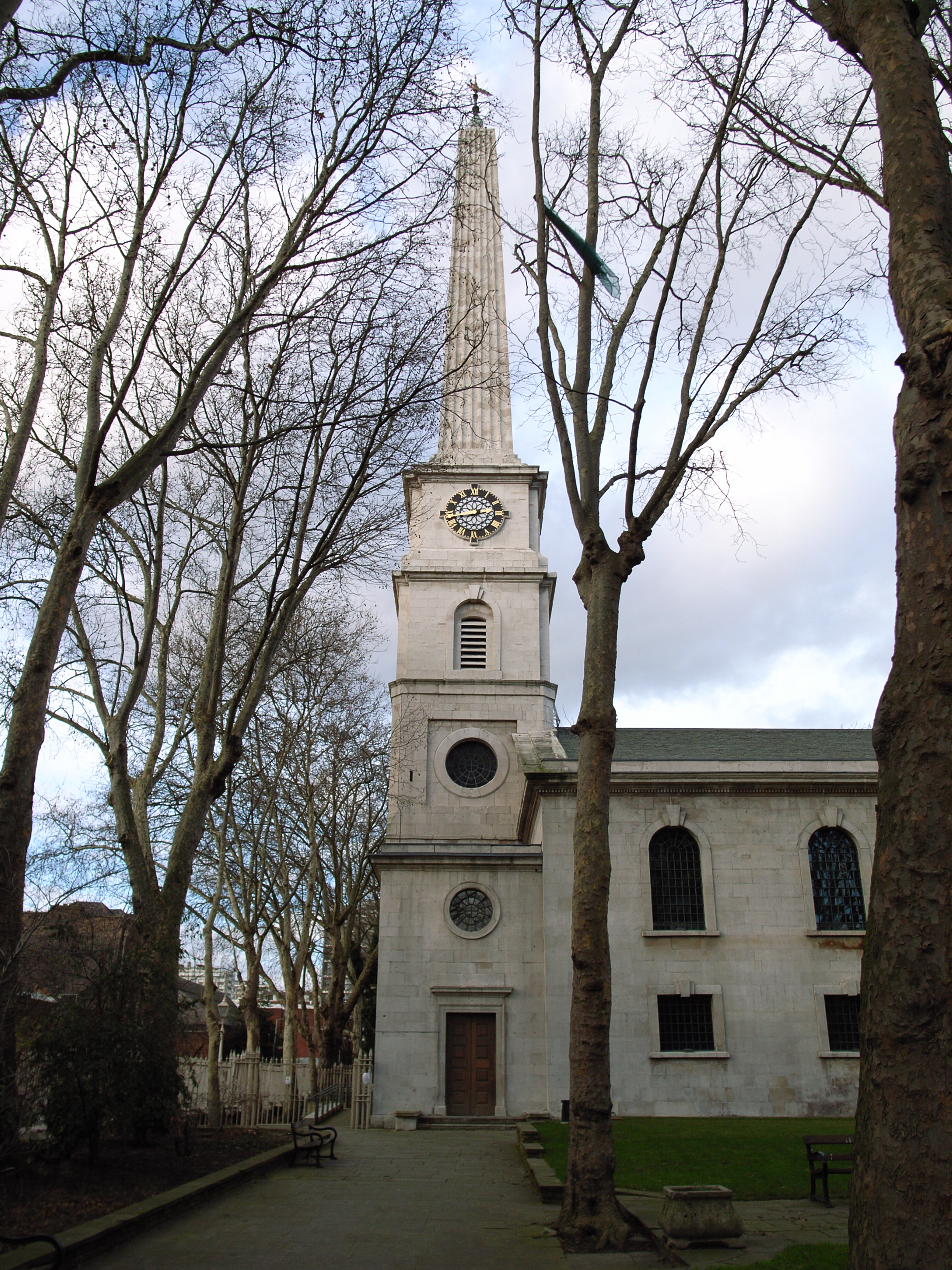
St Luke's Old Street (1727-1733), trabajo conjunto con John James, torre de Hawksmoor.
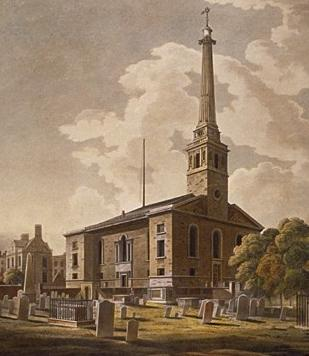
St John's Horsleydown (1727-1733), trabajo conjunto con John James, torre de Hawksmoor, bombardeada en el London Blitz y luego demolida..

Iglesias de Hawksmoor (interiores)
Interior de St Alphege de Greenwich (1712-1718)
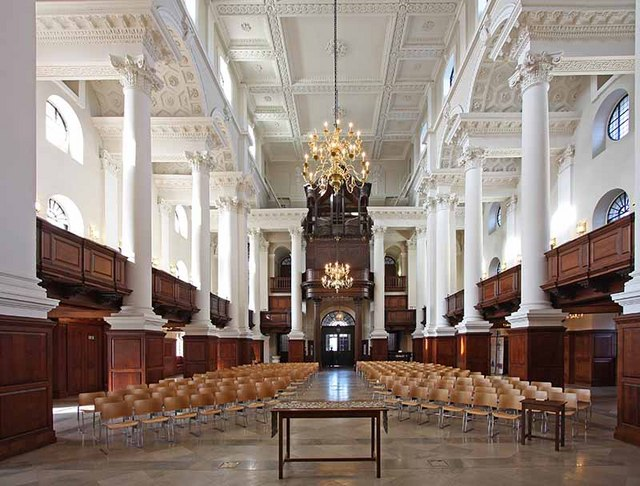
Interior de la Iglesia de Cristo, Spitalfields (1714-1729)
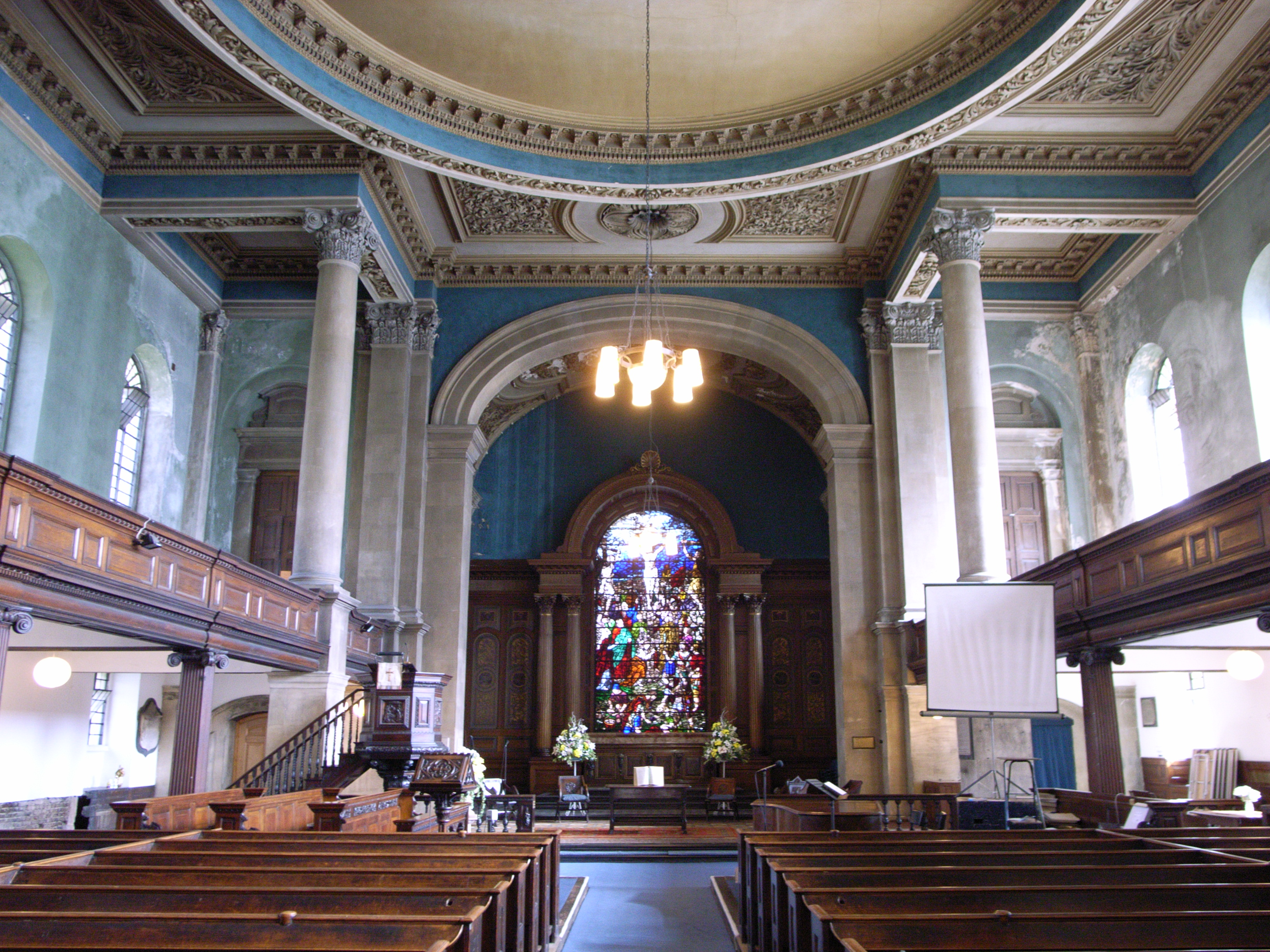
Interior de St Anne's Limehouse (1714-1730)
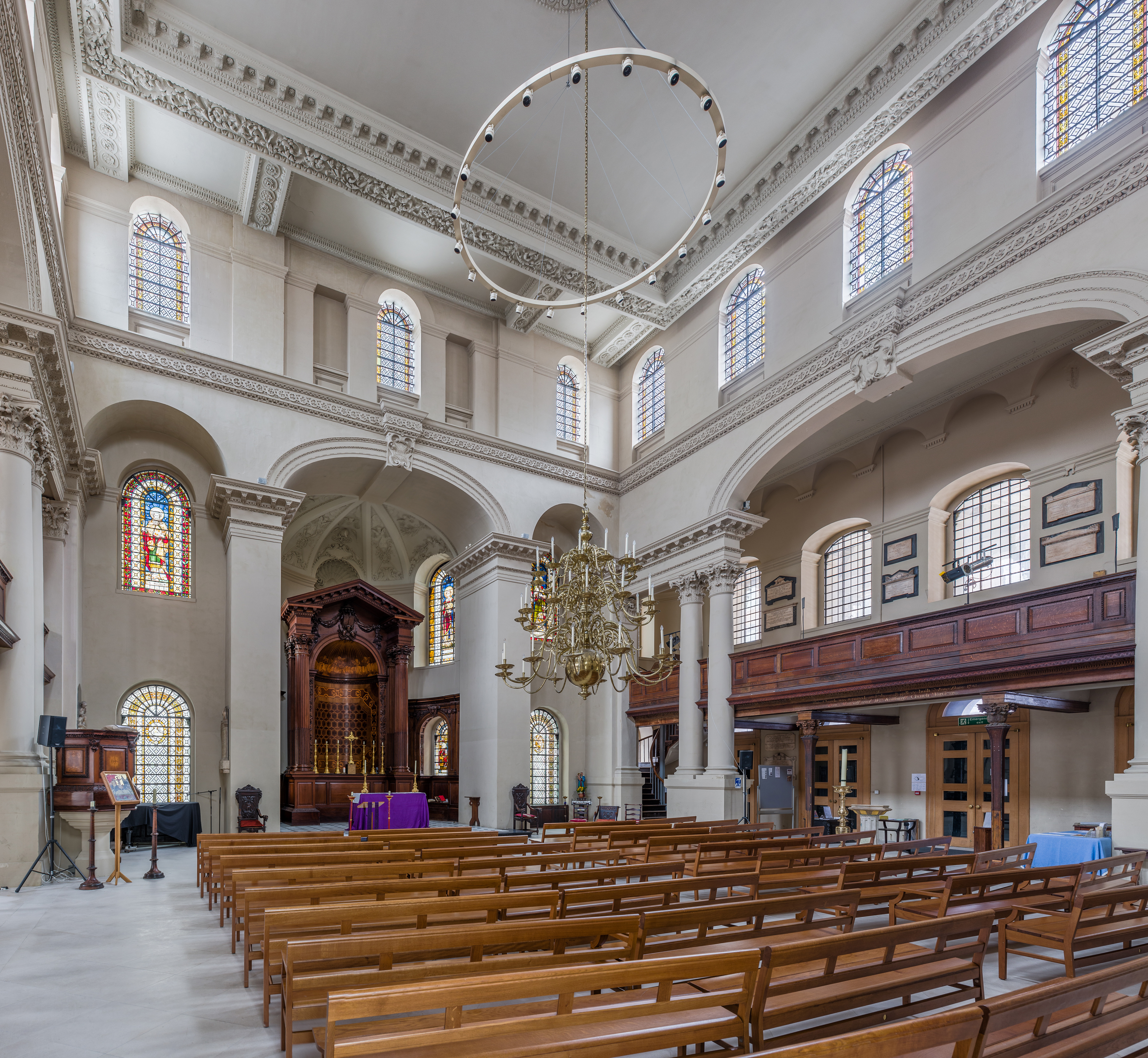
Interior de St George's Bloomsbury (1716-1731)
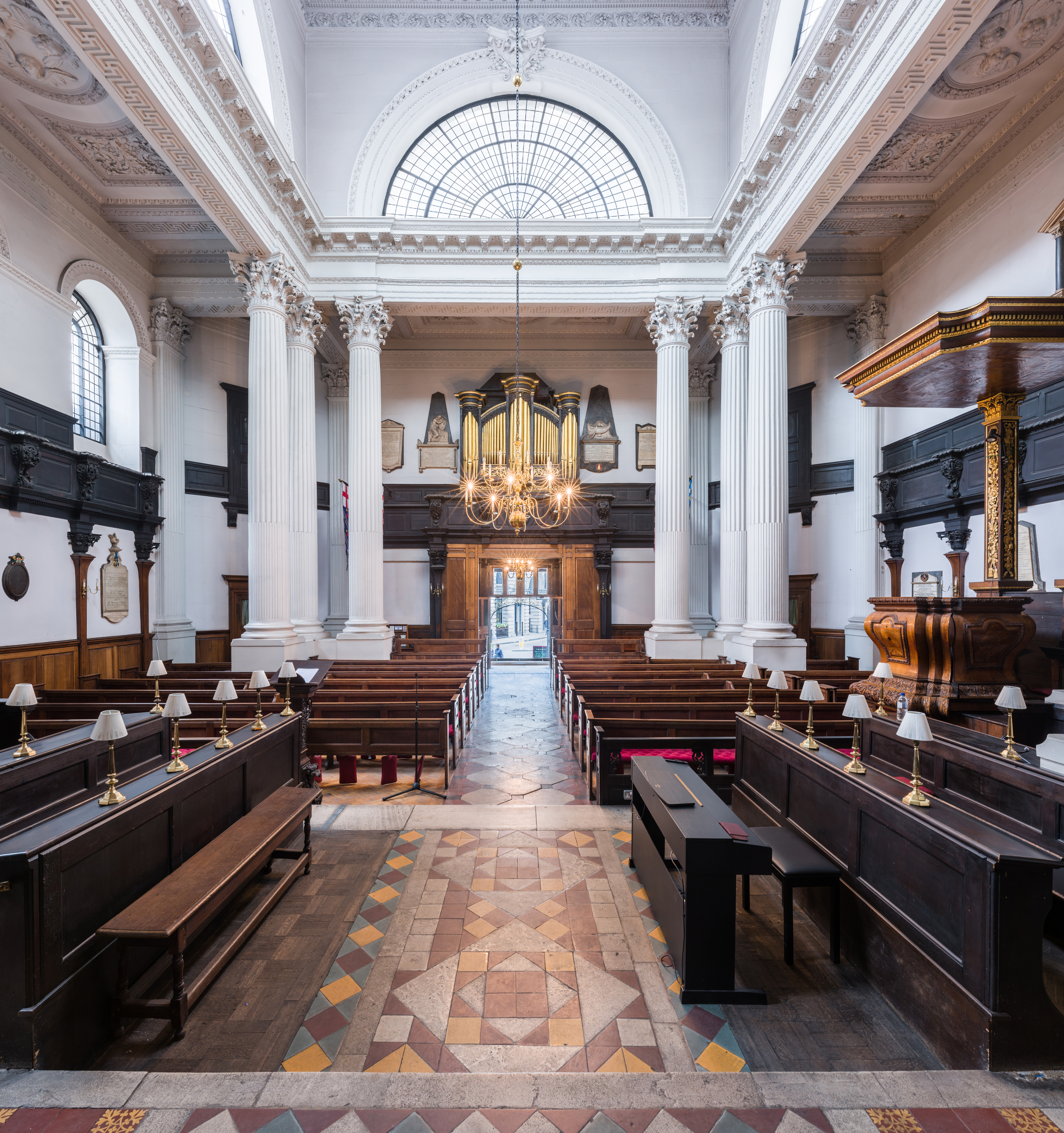
Interior de St Mary Woolnoth (1716-1723)

## Edificios de jardín y monumentos
Hawksmoor diseñó el obelisco de Ripon en la plaza del mercado de Ripon, erigido en 1702, con 24 m de altura, el primer gran obelisco erigido en Gran Bretaña. En el palacio de Blenheim también diseñó la puerta de Woodstock (1723) en forma de un arco de triunfo.
Hawksmoor también diseñó varias edificaciones para los jardines de Castle Howard:
- The Pyramid (1728)
- The Mausoleum (1729-1740) construido a la misma escala que sus iglesias de Londres, es casi con certeza el primer mausoleo independiente construido en Europa occidental desde la caída del Imperio Romano.[13]
- The Carrmire Gate, (c.1730)
- The Temple of Venus (1731-1735) demolido

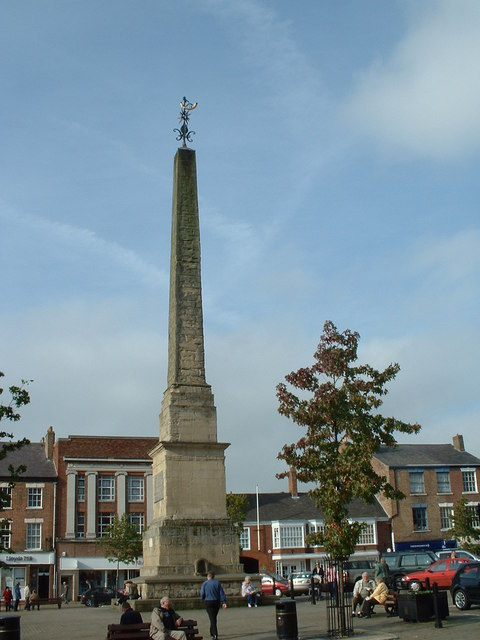
Obelisco de Ripon (1702), Ripon, Yorkshire
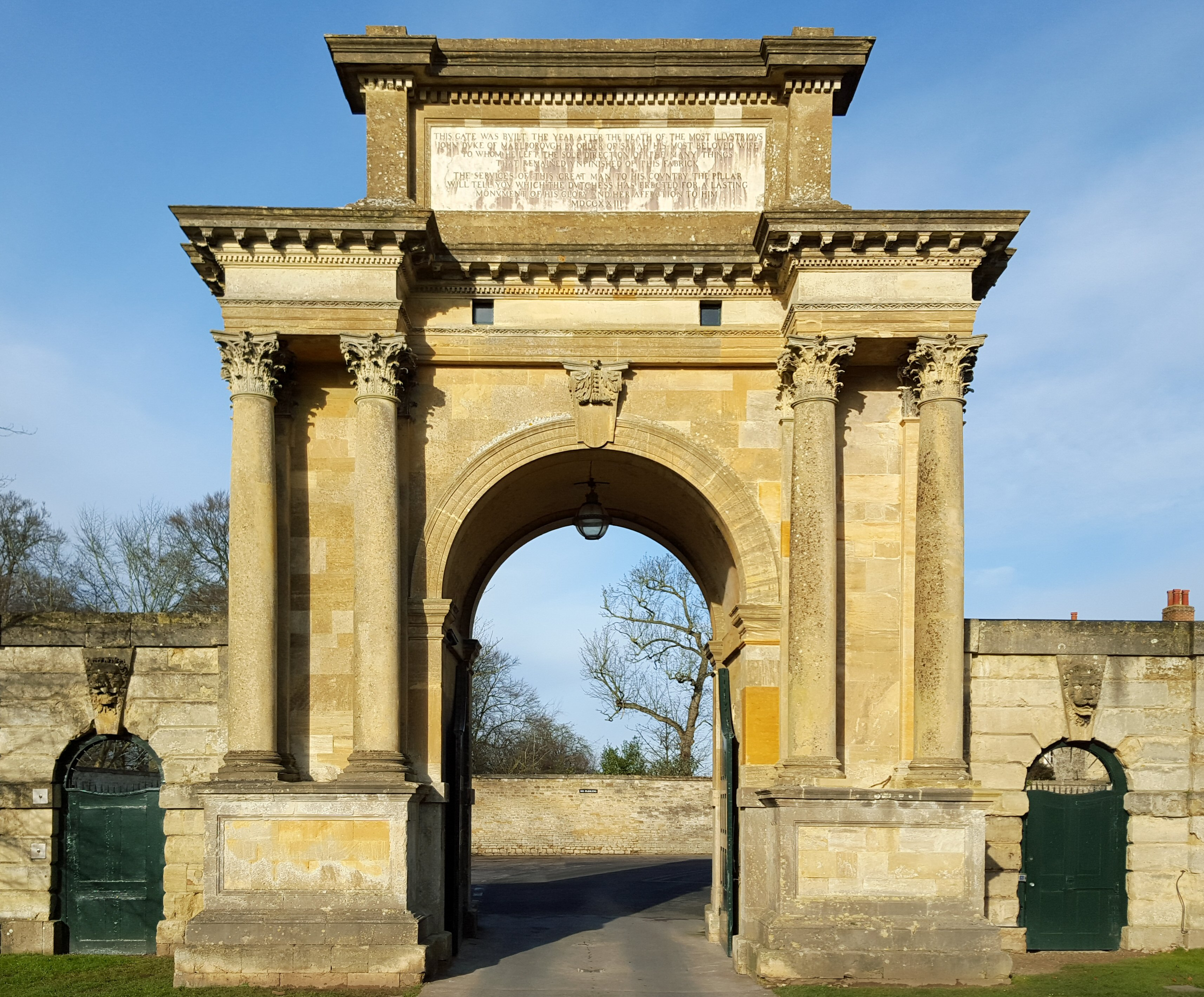
Puerta de Woodstock (1723), palacio de Blenheim
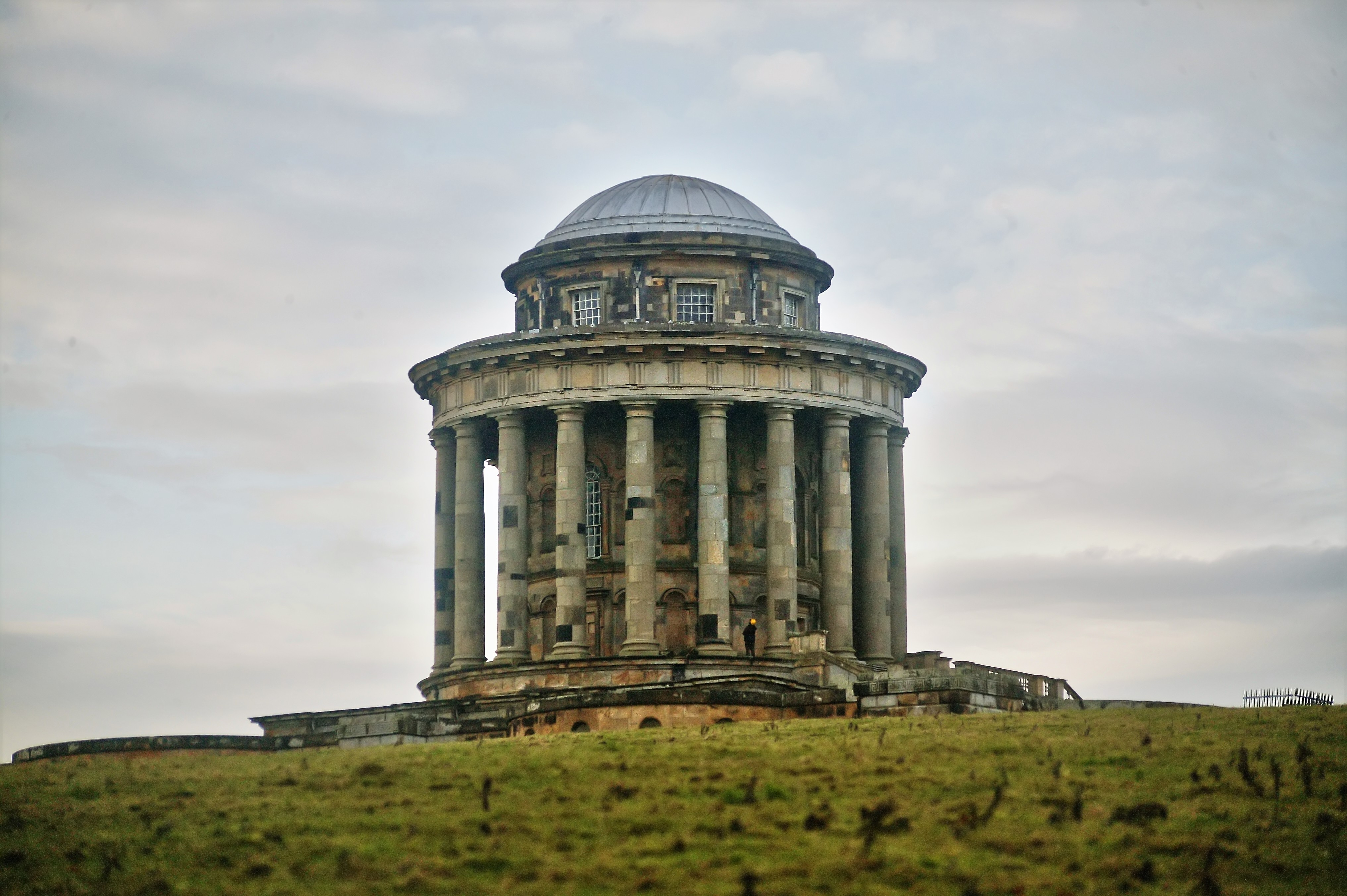
The Mausoleum (1729-1742), en el castillo de Howard
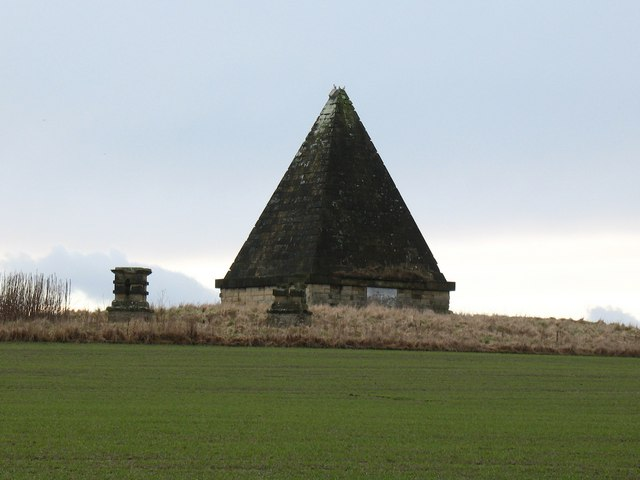
Pyramid (1728), en el castillo de Howard
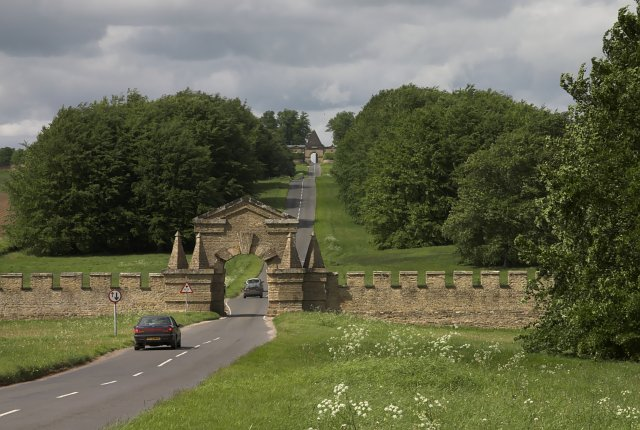
La puerta de Carrmire (c.1730), en el castillo de Howard

## Muerte y obituario
Hawksmoor murió el 25 de marzo de 1736 en su casa de Millbank de «gota del estómago» (Gout of the stomach). Había padecido problemas de salud durante los últimos veinte años de su vida y, a menudo, estaba confinado en cama sin poder firmar su nombre. Su testamento disponía que fuera enterrado en la iglesia de St Botolph Shenley (Hertfordshire), Shenleybury, que ha sido desconsagrada por lo que la tumba ahora se encuentra en un jardín privado. La inscripción, tallada por Andrews Jelfe, un cantero que trabajaba regularmente en sus edificios, dice:

P M S

L

Hic J[acet]

NICHOLAUS HAWKSMOOR Armr

ARCHITECTUS

obijt vicesimo quin[t]o die [Martii]'

Anno Domini 1736'

Aetatis 75

A su muerte dejó viuda, a quien legó todos sus bienes en  Westminster, Highgate, Shenley  y East Drayton, quien más tarde se casó con William Theaker; el nieto de este segundo matrimonio finalmente heredó las propiedades de Hawksmoor cerca de Drayton después de la muerte de la viuda del arquitecto.
Solamente tuvo una hija, Elizabeth, cuyo segundo marido, Nathanial Blackerby, escribió el obituario de su suegro, que apareció en el Read's Weekly Journal núm. 603, de 27 de marzo de 1736:

El jueves por la mañana murió, en esta casa de Mill-Bank, Westminster, a una edad muy avanzada, el erudito e ingenioso Nicholas Hawksmoor, Esq, uno de los más grandes arquitectos que haya producido este siglo o el anterior. Su temprana habilidad y genio para esta noble ciencia le granjearon, cuando tenía alrededor de 18 años, el favor y la estima de su gran maestro y predecesor, sir Christopher Wren, bajo quien, durante su vida, y para él mismo desde su muerte, estuvo concernido en la erección de más edificios públicos de los que cualquier vida, al menos entre los modernos, pueda presumir. Durante el reinado del rey Carlos II, estuvo empleado a las órdenes de sir Christopher Wren, en los majestuosos edificios de Winchester; como lo fue también en todas las demás edificaciones públicas, palacios, etc., erigidas por ese gran Hombre, bajo el cual estaba ayudando, desde el principio [en realidad es incorrecto, Hawksmoor tenía 14 años entonces] hasta la terminación de ese gran y noble edificio, la catedral de San Pablo y de todas las iglesias reconstruidas después del incendio de Londres. En el edificio de Chelsea-College fue inspector adjunto y secretario de obras, bajo la dirección de sir Christopher Wren. En Greenwich-Hospital fue, desde el principio hasta poco antes de su muerte, secretario de obras. Durante los reinados del rey Guillermo y de la reina Ana, fue secretario de obras de sus majestades en Kensington y en Whitehall, St. Jame's y Westminster. Durante el reinado del rey Jorge I, fue el primer topógrafo de todas las nuevas iglesias y topógrafo de la abadía de Westminster, desde la muerte de sir Christopher Wren. Se dedicó principalmente a diseñar y construir un gran número de magníficas casas de nobles, y en particular (con sir John Vanbrugh) las de Blenheim y Castillo de Howard, en la última de las cuales se encontraba al morir llevando un mausoleo en el estilo más elegante y grandioso, sin mencionar muchos otros: pero una de las empresas más sorprendentes fue la reparación de Beverly Minster, donde el muro de piedra en el lado norte estaba cerca de tres pies fuera de la perpendicular, que él movió inmediatamente a su posición vertical mediante una máquina de su propia invención. En resumen, sus numerosas obras públicas en Oxford, perfeccionadas durante su vida, y el diseño y modelo de la Biblioteca del Dr. Ratcliff allí, su diseño de una nueva Casa del Parlamento, según el pensamiento de sir Christopher Wren; y, sin mencionar más, su noble diseño para reparar el extremo occidental de la abadía de Westminster, serán todos monumentos a su gran capacidad, fantasía inagotable y juicio sólido. Conocía perfectamente la Historia de la Arquitectura y podía dar cuenta exacta de todos los edificios famosos, tanto antiguos como modernos, de todas las partes del mundo; A lo que contribuyó en gran medida su excelente memoria, que nunca le falló hasta el final. La arquitectura tampoco fue la única ciencia que dominaba. Fue criado como un erudito. y conocía tan bien las lenguas eruditas como las modernas. Fue un matemático, geógrafo y geómetra muy hábil; y en dibujo, que practicó hasta el final, aunque muy afectado por Chiragra, pocos lo superaron. En su vida privada fue un marido tierno, un padre amoroso, un amigo sincero y un compañero muy agradable; ni los dolores más agudos de la gota, que padeció durante muchos años, jamás pudieron alterar o descomponer su temperamento equilibrado. Y así como su memoria siempre debe ser querida por su país, la pérdida de un hombre tan grande y valioso fue sentida de manera sensata y más particular por aquellos que tuvieron el placer de conocerlo personalmente y disfrutaron de la felicidad de su conversación.
Thursday morning died, at this house on Mill-Bank, Westminster, in a very advanced age, the learned and ingenious Nicholas Hawksmoor, Esq, one of the greatest Architects this or the preceding Century has produc'd. His early skill in, and Genius for this noble science recommended him, when about 18 years of age, to the favour and esteem of his great master and predecessor, Sir Christopher Wren, under whom, during his life, and for himself since his death, he was concerned in the erecting more Publick Edifices, than any one life, among the moderns at least, can boast of. In King Charles II's reign, he was employ'd under Sir Christopher Wren, in the stately buildings at Winchester; as he was likewise in all the other publick structures, Palaces &c, erected by that great Man, under whom he was assisting, from the Beginning [factually wrong, Hawksmoor was 14 years old then] to the Finishing of that grand and noble Edifice the cathedral of St. Paul's, and of all the churches rebuilt after the Fire of London. At the building of Chelsea-College he was Deputy-Surveyor, and Clerk of Works, under Sir Christopher Wren. At Greenwich-Hospital he was, from the Beginning 'till a short time before his death, Clerk of Works. In the Reigns of King William and Queen Anne, he was Clerk of their Majesties Works at Kensington, and at Whitehall, St. Jame's and Westminster. In the reign of King George I, he was first Surveyor of all the new Churches, and Surveyor of Westminster-Abbey, from the death of Sir Christopher Wren. He was chiefly concern'd in designing and building a great number of magnificent Nobleman's Houses, and particularly (with Sir John Vanbrugh) those of Blenheim and Castle-Howard, at the latter of which he was at his Death, carrying on a Mausoleum in the most elegant and grand Stile, not to mention many others: But one of the most surprising of his undertakings, was the repairing of Beverley Minster, where the stone wall on the north-side was near three Foot out of the perpendicular, which he mov'd at once to its upright by means of a machine of his own invention. In short his numerous Publick Works at Oxford, perfected in his lifetime, and the design and model of Dr. Ratcliff's Library there, his design of a new Parliament-House, after the thought of Sir Christopher Wren; and, to mention no more, his noble Design for repairing the West-End of Westminster-Abbey, will all stand monuments to his great capacity, inexhaustible fancy, and solid judgement. He was perfectly skill'd in the History of Architecture, and could give exact account of all the famous buildings, both Antient and Modern, in every part of the world; to which his excellent memory, that never fail'd him to the very last, greatly contributed. Nor was architecture the only science he was master of. He was bred a scholar. and knew as well the learned as the modern tongues. He was a very skilful mathematician, geographer, and geometrician; and in drawing, which he practised to the last, though greatly afflicted with Chiragra, few excelled him. In his private life he was a tender husband, a loving father, a sincere friend, and a most agreeable companion; nor could the most poignant pains of Gout, which he for many years laboured under, ever ruffle or discompose his evenness of temper. And as his memory must always be dear to his Country, so the loss of so great and valuable man in sensibly, and in a more particular manner felt by those who had the pleasure of his personal acquaintance, and enjoy'd the happiness of his conversation.
Obituario de Nathanial Blackerby, aparecido en el Read's Weekly Journal núm. 603, de 27 de marzo de 1736

## Hawksmoor en la literatura moderna
La arquitectura de Hawksmoor ha influido en varios poetas y autores del siglo XX. Su iglesia St Mary Woolnoth se menciona en el poema de T. S. Eliot The Waste Land (1922).
Algernon Stitch vivía en una «magnífica creación de Nicholas Hawksmoor»  en Londres en la novela Scoop de Evelyn Waugh (1938).
Hawksmoor es el tema de un poema de Iain Sinclair llamado «Nicholas Hawksmoor: His Churches» que apareció en la colección de poemas Lud Heat (1975). Sinclair promovió la interpretación poética del estilo singular de composición arquitectónica del arquitecto en el que las iglesias de Hawksmoor formaban un patrón consistente con las formas del satanismo teísta, aunque no hay evidencia documental o histórica de esto. Esta idea, sin embargo, fue embellecida por Peter Ackroyd en su novela Hawksmoor (1985): el Hawksmoor histórico es refigurado como el ficticio adorador del diablo Nicholas Dyer, mientras que el epónimo Hawksmoor es un detective del siglo XX encargado de investigar una serie de asesinatos perpetrados en las iglesias de Dyer (de Hawksmoor).
Tanto las ideas de Sinclair como las de Ackroyd, a su vez, fueron desarrolladas aún más por Alan Moore y Eddie Campbell en su novela gráfica, From Hell, que especulaba que Jack el Destripador utilizó los edificios de Hawksmoor como parte de la magia ritual, con sus víctimas como sacrificio humano. En el apéndice, Moore reveló que había conocido y hablado con Sinclair en numerosas ocasiones mientras desarrollaba las ideas centrales del libro. El argumento incluye la idea de que las ubicaciones de las iglesias forman un pentagrama con significado ritual.

## Memoriales
En Towcester, Northamptonshire, la escuela primaria Nicholas Hawksmoor, construida en un terreno que anteriormente formaba parte de la finca Easton Neston, fue nombrada en reconocimiento al arquitecto de la cercana casa de Easton Neston.